# Broderie indienne

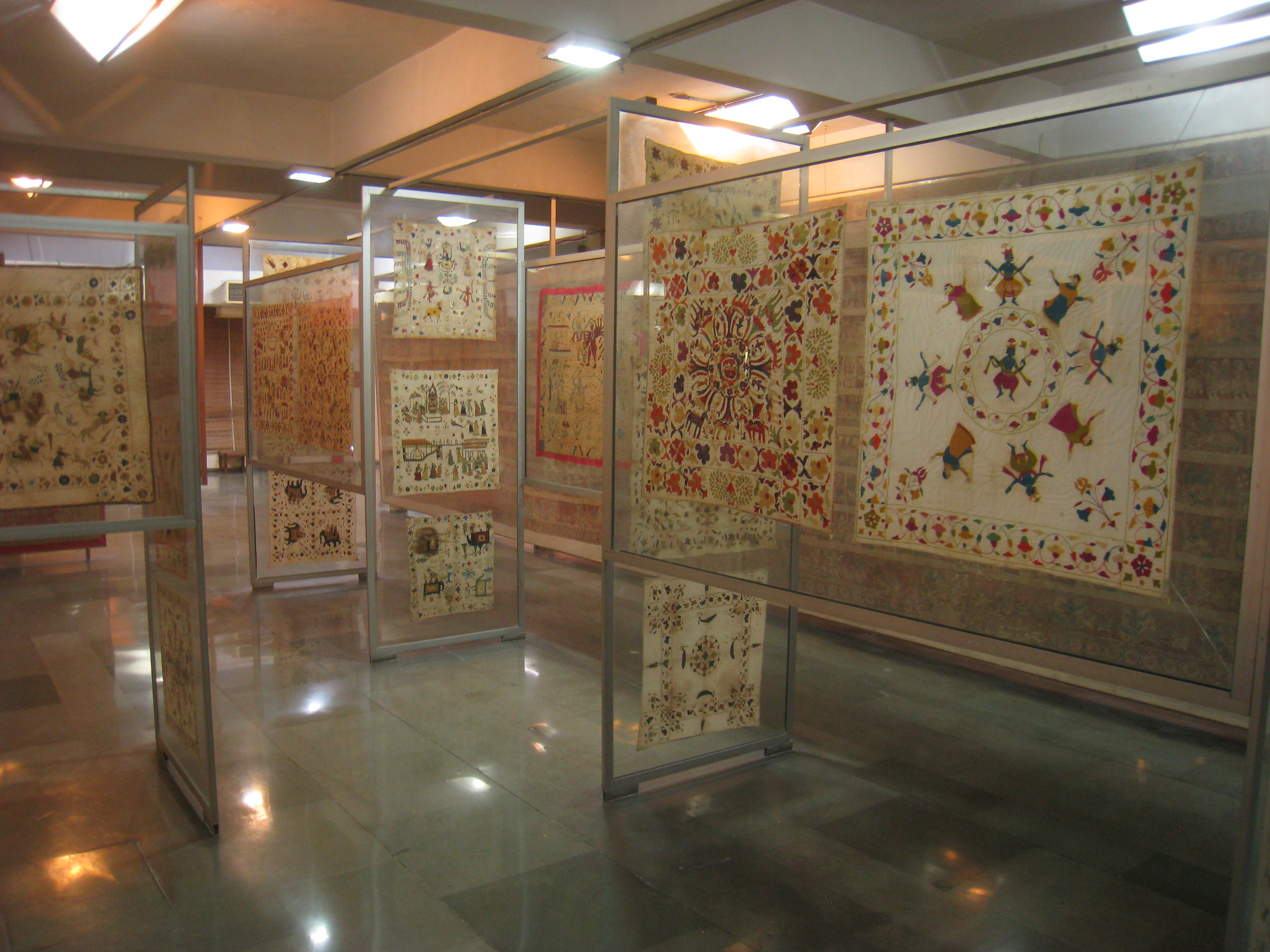
Exposition au musée d'artisanat de New Delhi

La broderie indienne comprend des dizaines de styles de broderie qui varient selon la région et les styles de vêtements. Les motifs en broderie indienne sont formés sur la base de la texture et du dessin du tissu et du point. Le point et le point alterné, le cercle, le carré, le triangle et les permutations et combinaisons de ceux-ci constituent le dessin.

## Galerie de photos

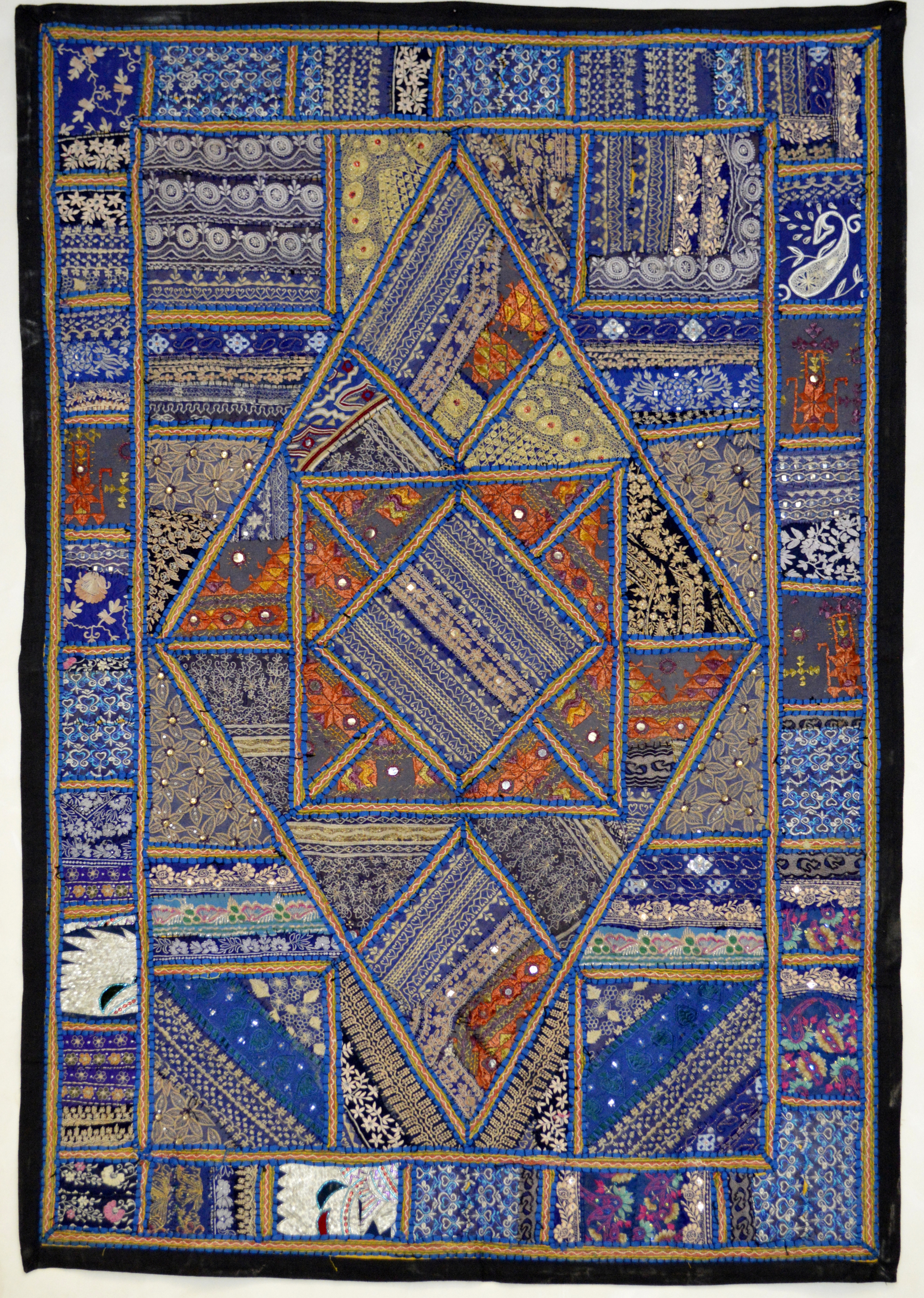
Broderie murale bleue, Udaipur, Rajasthan, Inde
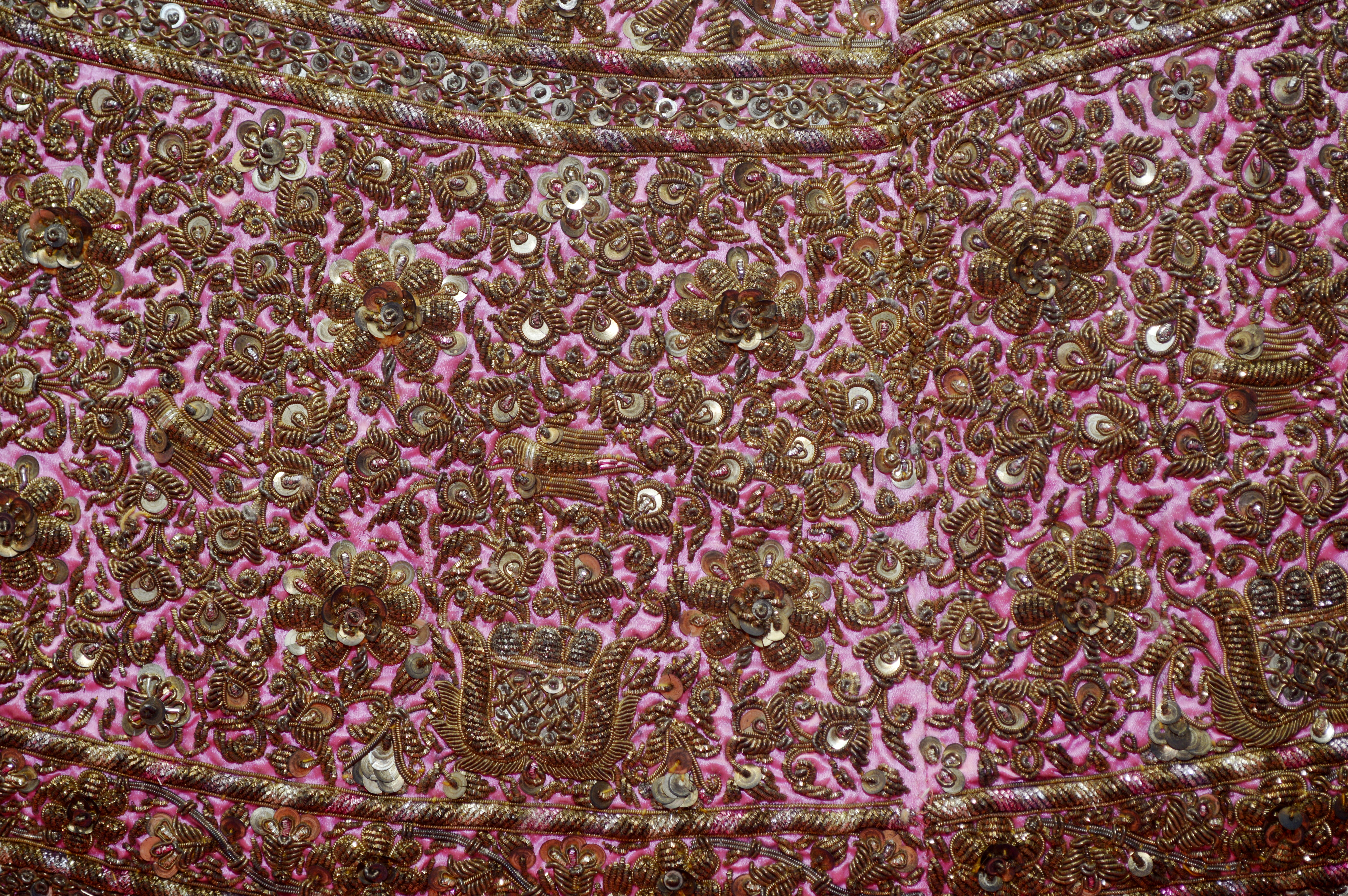
Robe rose avec broderie, détail, Crafts Museum, New Delhi
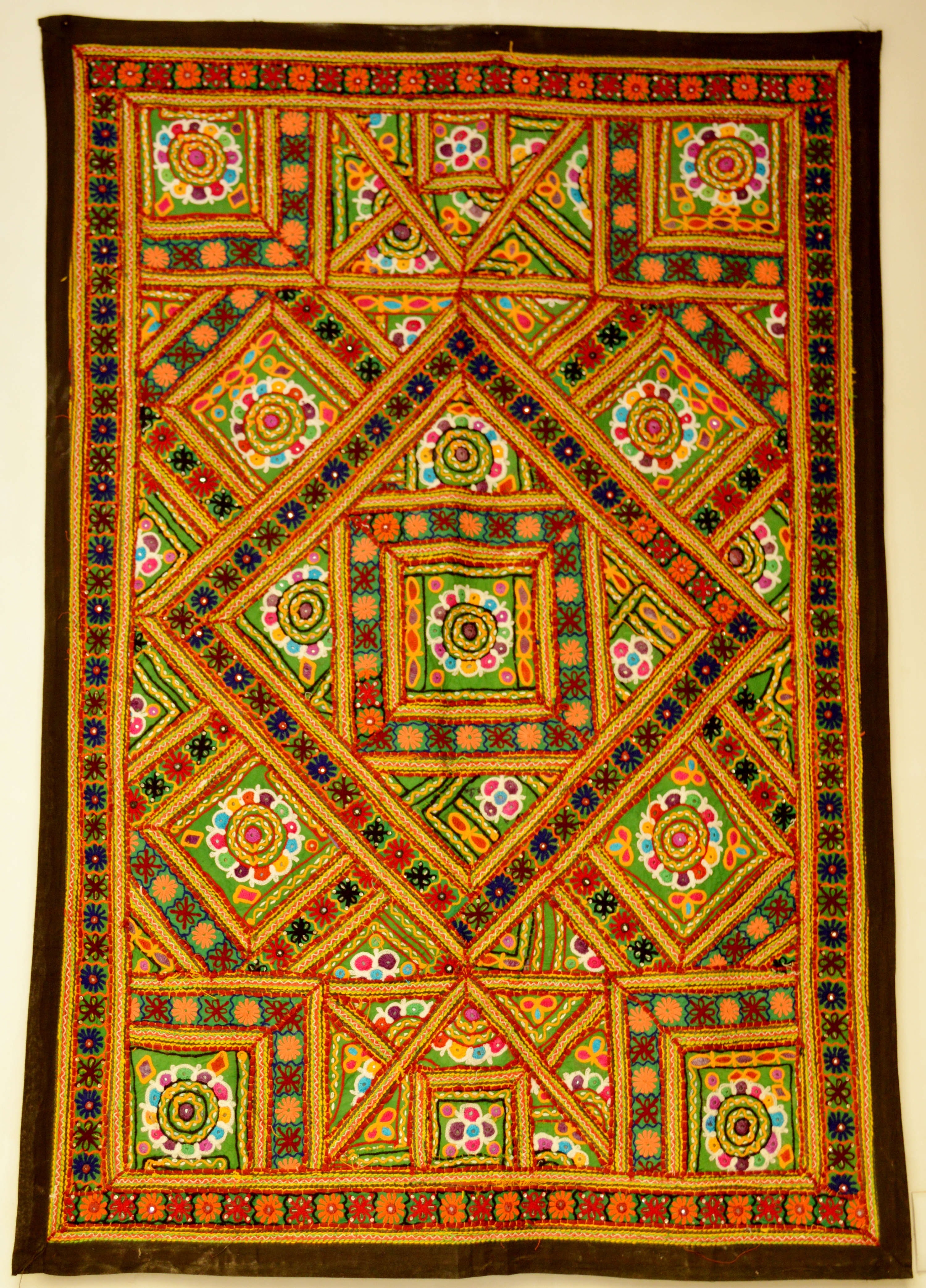
Broderie murale, Udaipur, Rajasthan, Inde
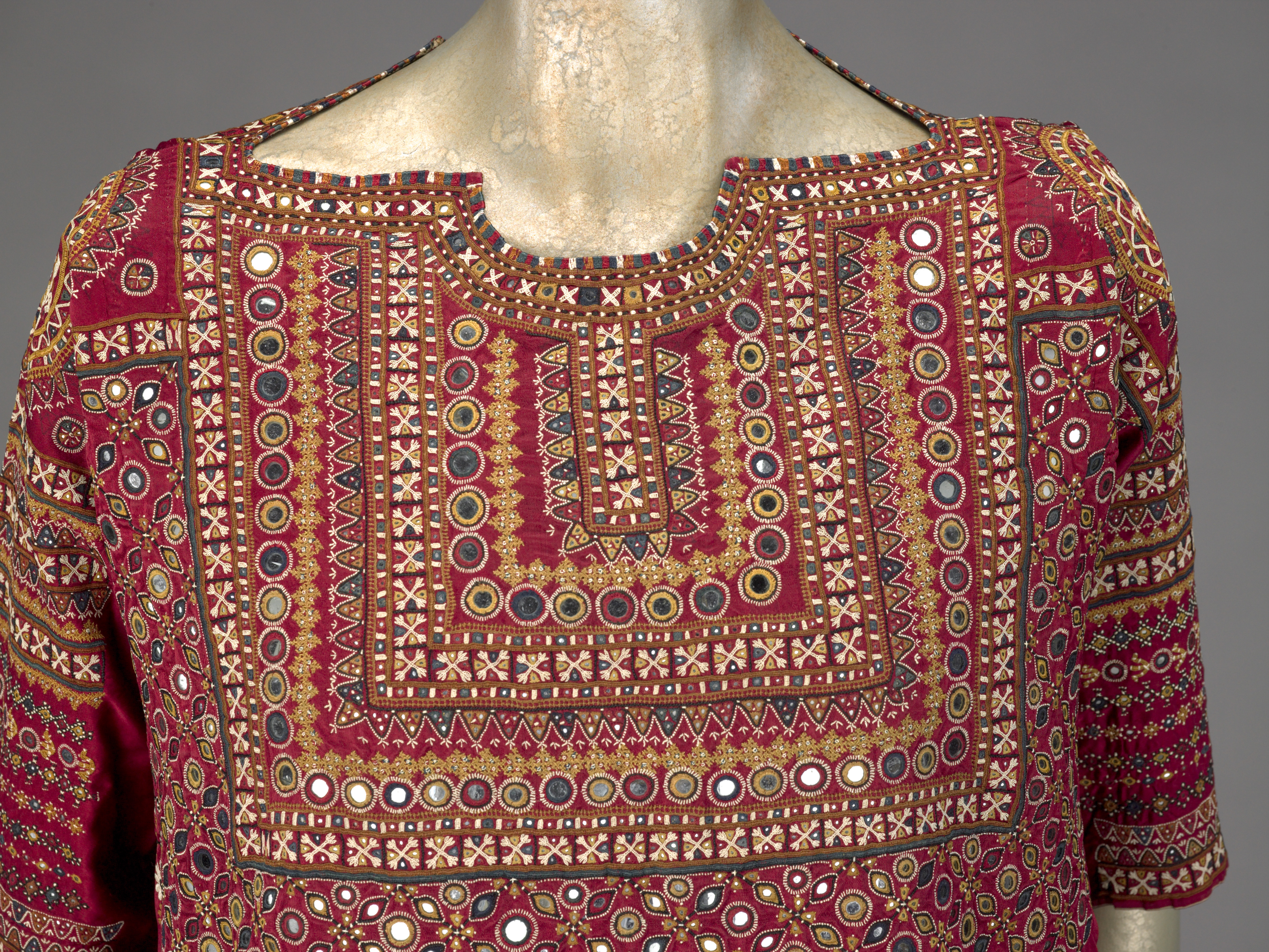
Chemise féminine de Kutch, Gujarat, Inde
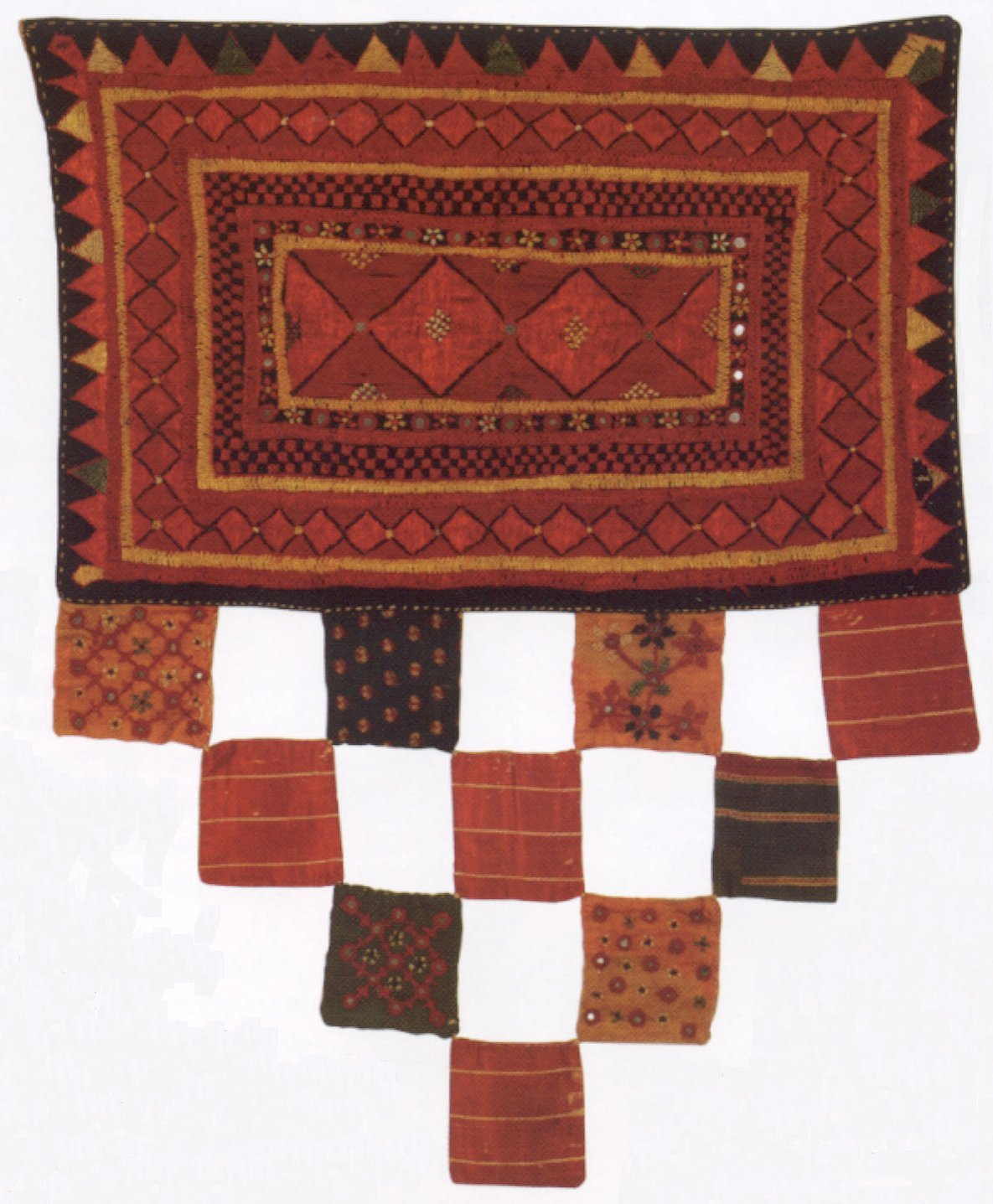
Tenture brodée, Kutch (Inde occidentale)
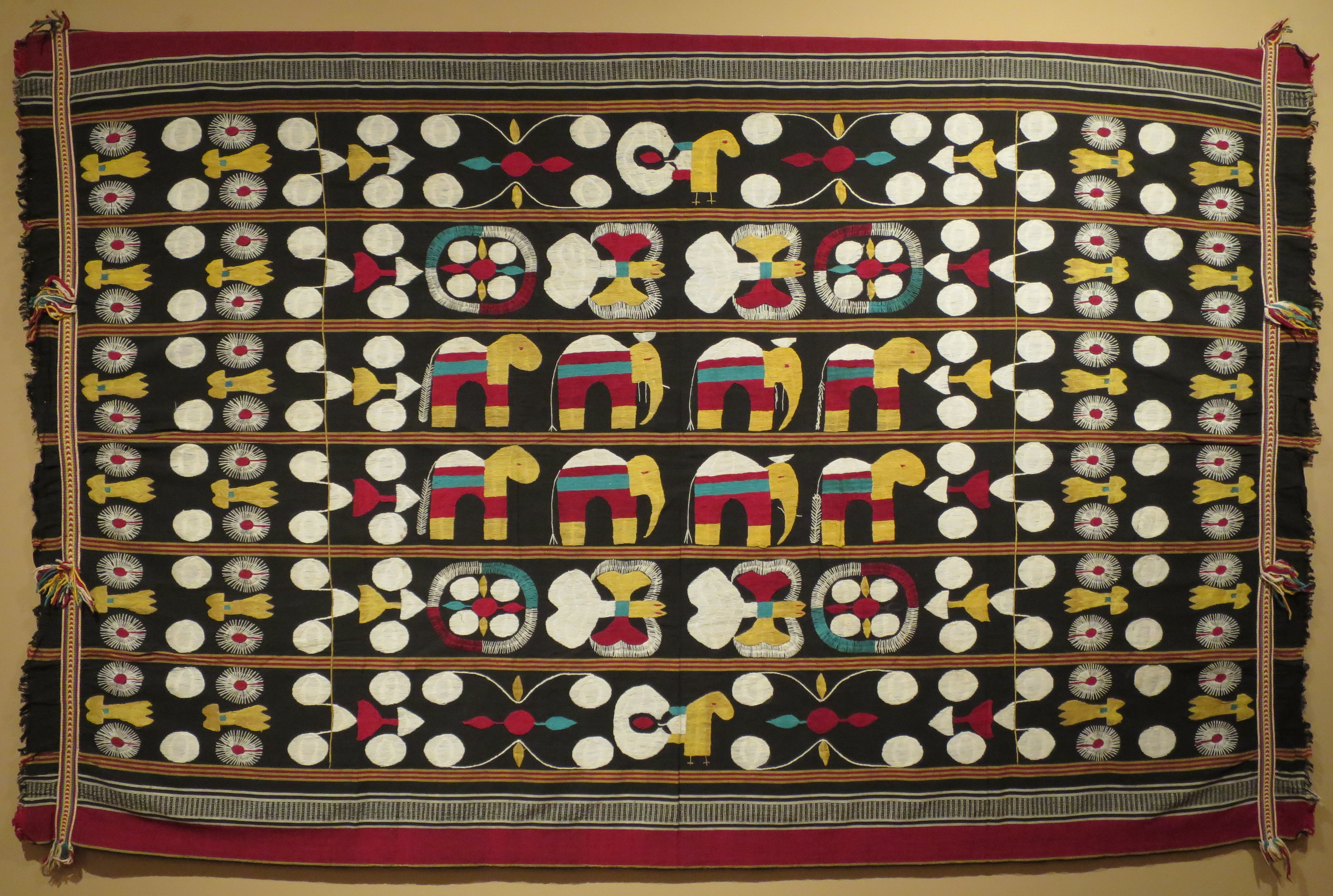
Textile brodé du Nagaland, Honolulu Museum of Art
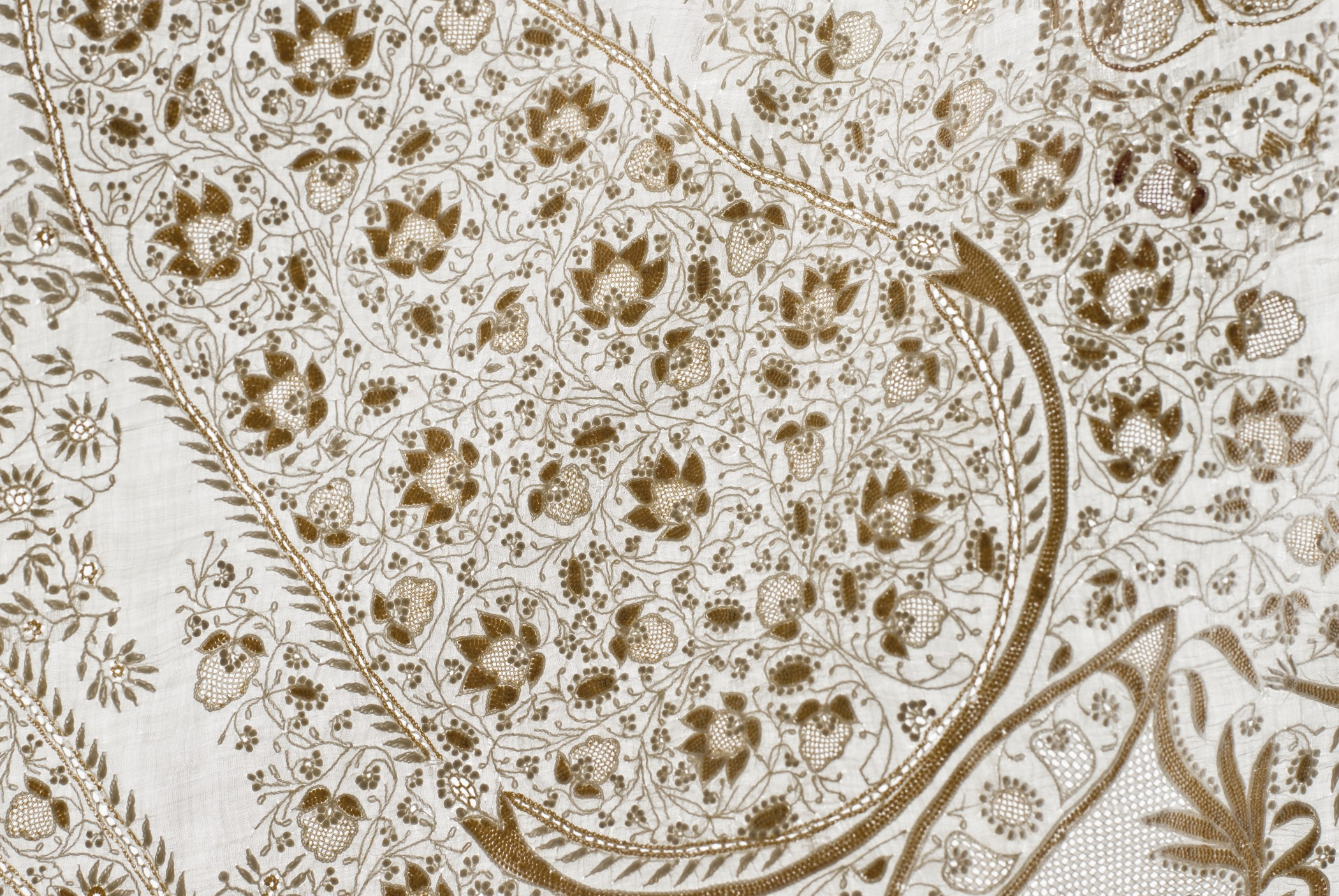
Vêtement enveloppant féminin (Sari), Uttar Pradesh
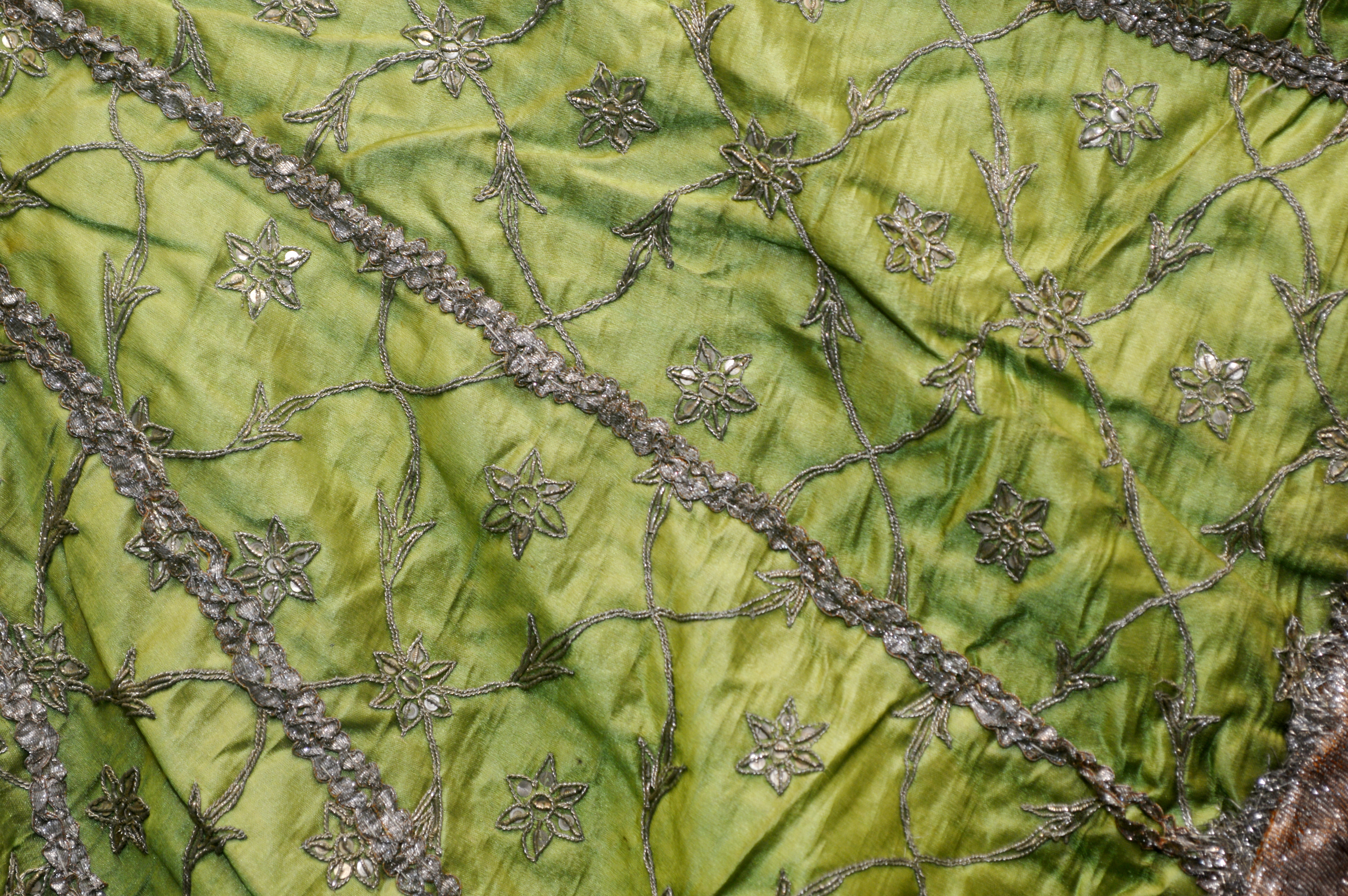
Tissu vert avec broderie, détail, Crafts Museum, Delhi
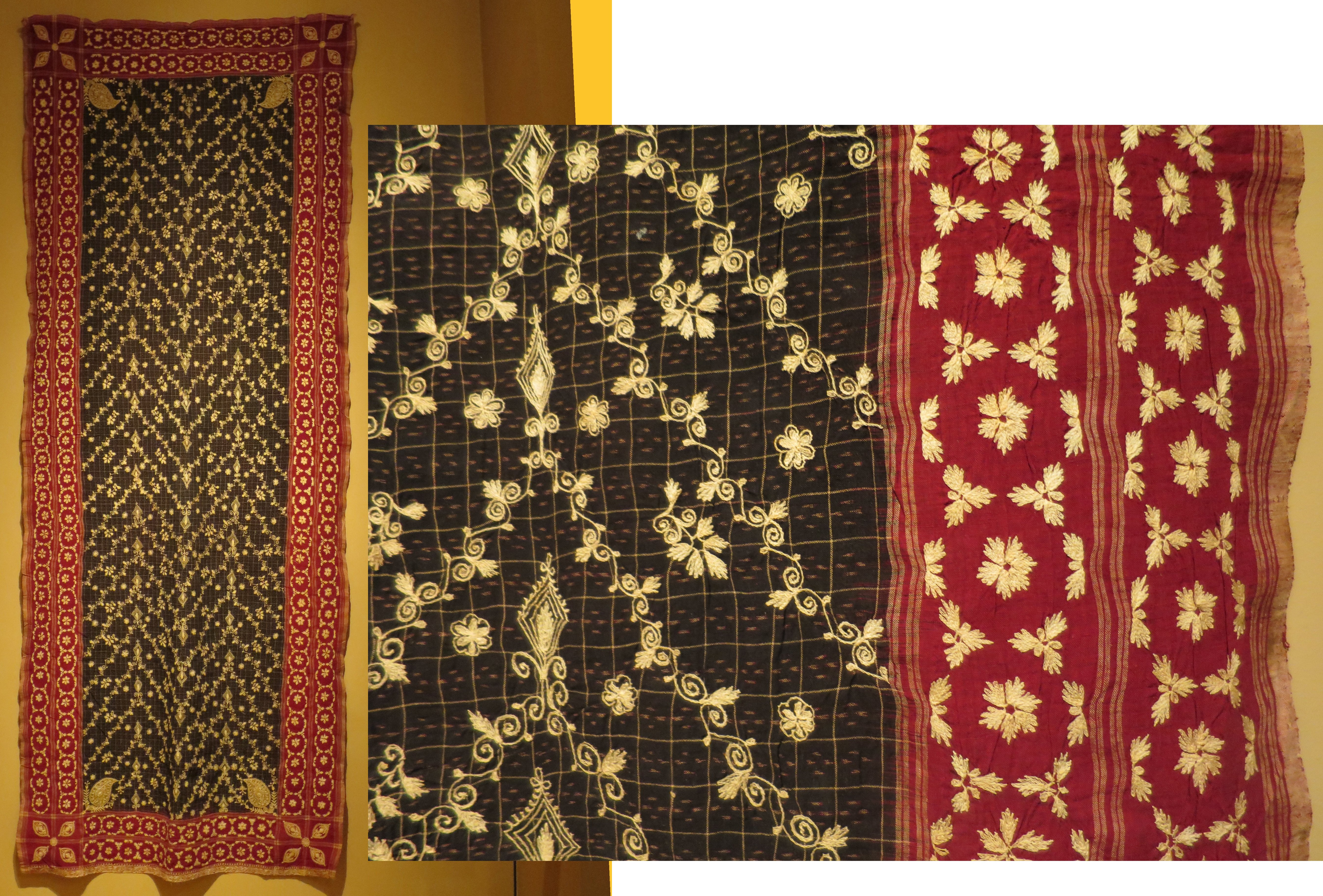
Suspension murale indienne, Honolulu Museum of Art
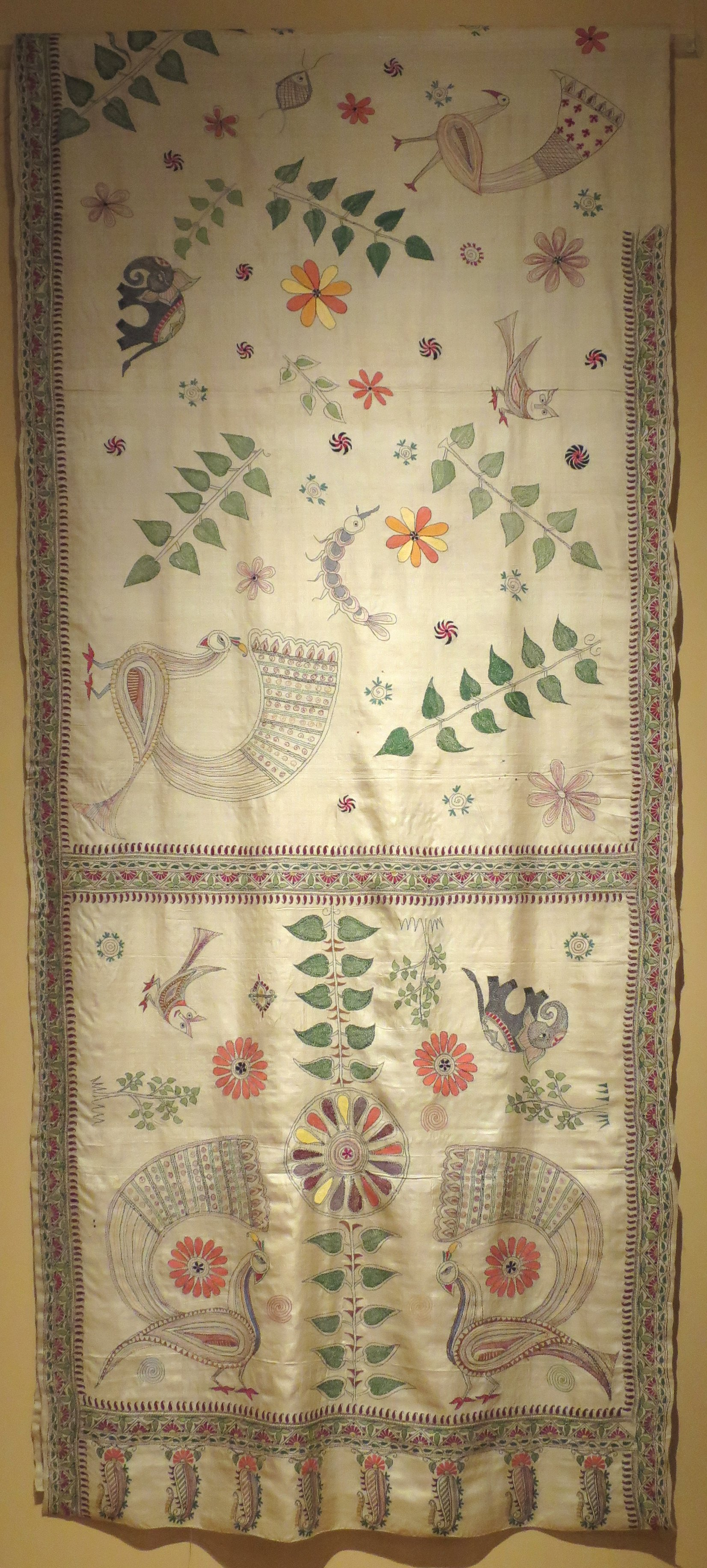
Sari bengalais, Inde, XXe siècle, Honolulu Museum of Art
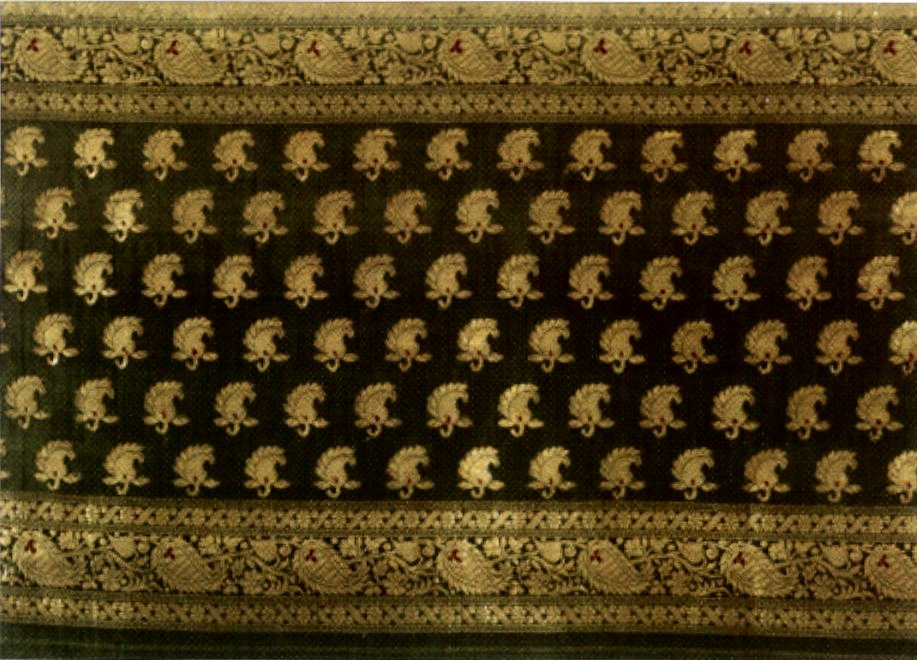
Sari de Varanasi (Bénarès), soie et fil de soie enveloppé d'or avec brocart en réhaussement (zari)
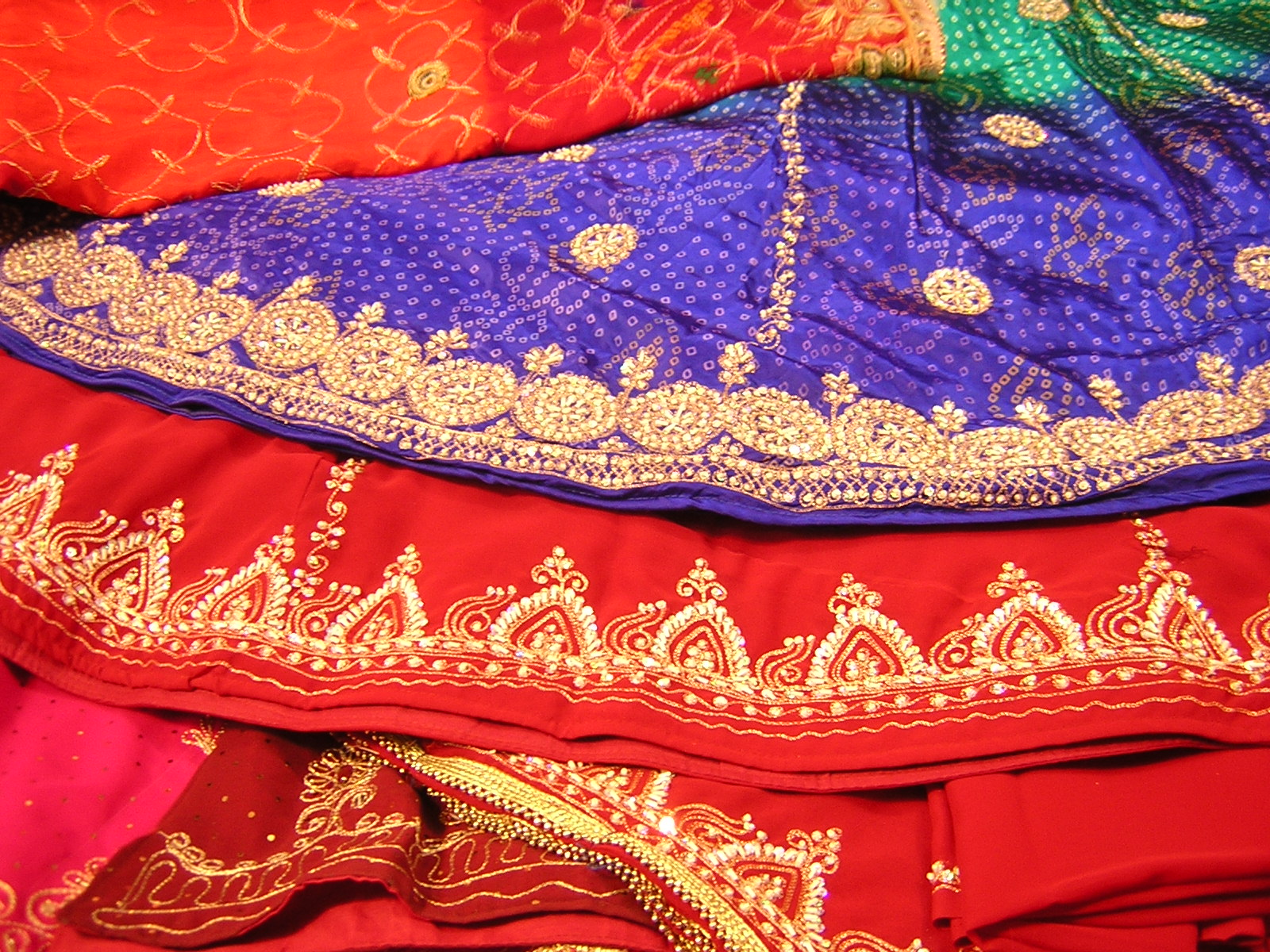
Vêtements du Rajasthan
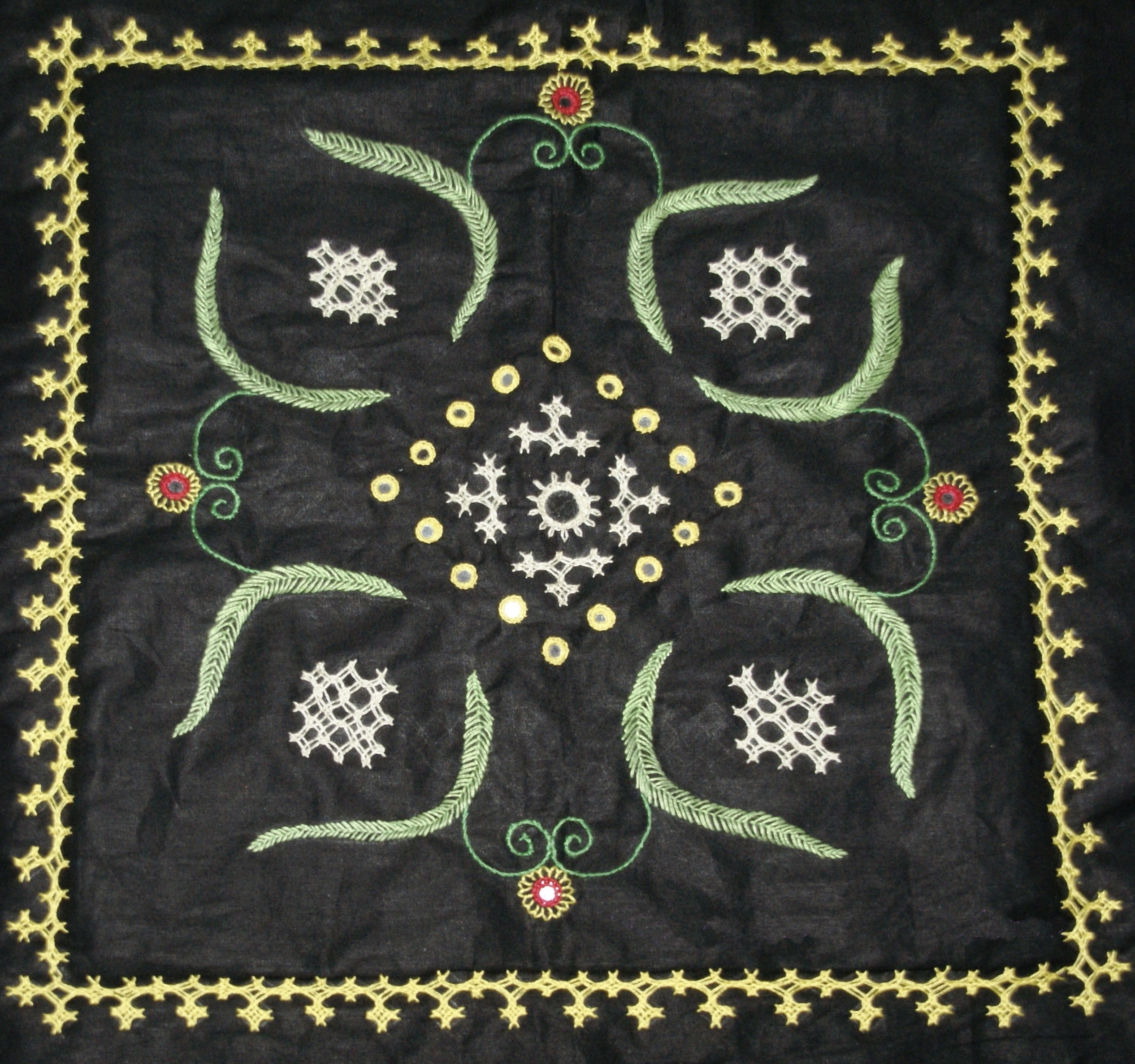
Broderie de coussin, Kutch

## Aari

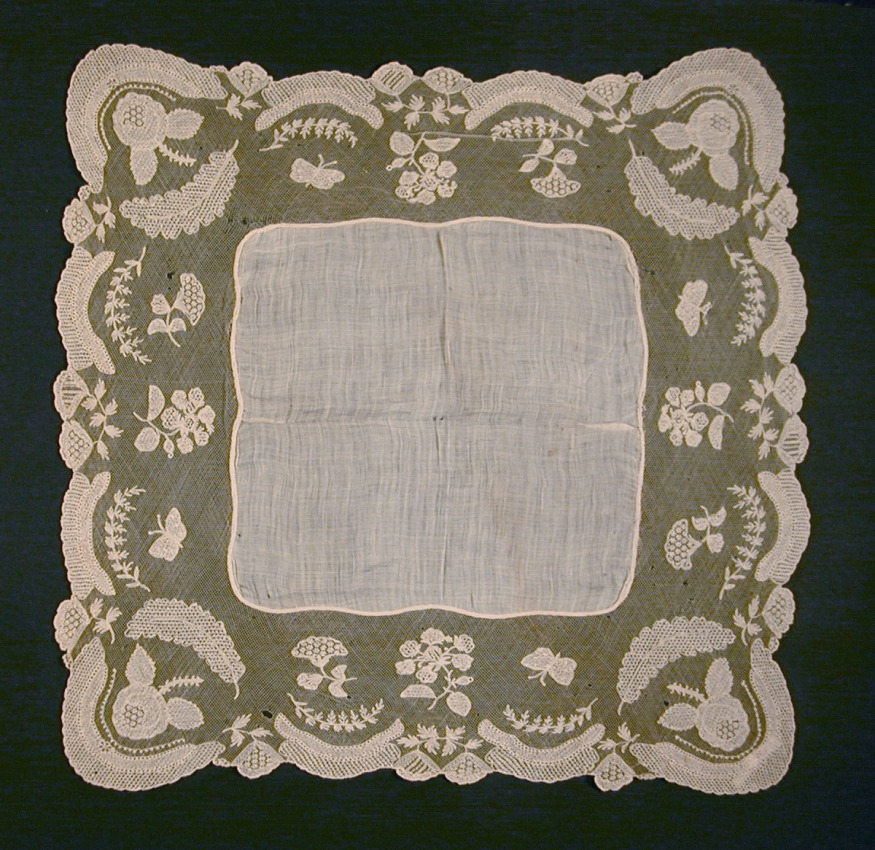
Broderie de tambour de coton sur filet. XIXe siècle. Musée d'art du comté de Los Angeles.

Un ouvrage Aari implique d'utiliser un crochet, plié par le haut mais alimenté par du fil de soie par le bas avec le matériau étalé sur un cadre. Ce mouvement crée des boucles, et les répétitions de celles-ci conduisent à une ligne de points de chaînette. Le tissu est tendu sur un cadre et la couture se fait avec une longue aiguille se terminant par un crochet comme pour un ouvrage Crewel, un tambour (une aiguille semblable à un crochet très fin mais avec une pointe pointue) ou un ouvrage de Lunéville. L'autre main alimente le fil par le dessous, et le crochet le soulève, faisant un point de chaînette, d'une manière beaucoup plus rapide que le point de chaînette habituel : il semble être réalisé mécaniquement et peut également être agrémenté de paillettes et de perles - qui sont conservés sur le côté droit et l'aiguille entre dans leurs trous avant de plonger en dessous, les fixant ainsi au tissu. Il existe de nombreux types de matériaux utilisés comme les fils de zari, les ornements, les siquins, etc.

La broderie Aari est pratiquée dans diverses régions comme au Cachemire  et au Kutch (Gujarat).

## Broderie Banjara

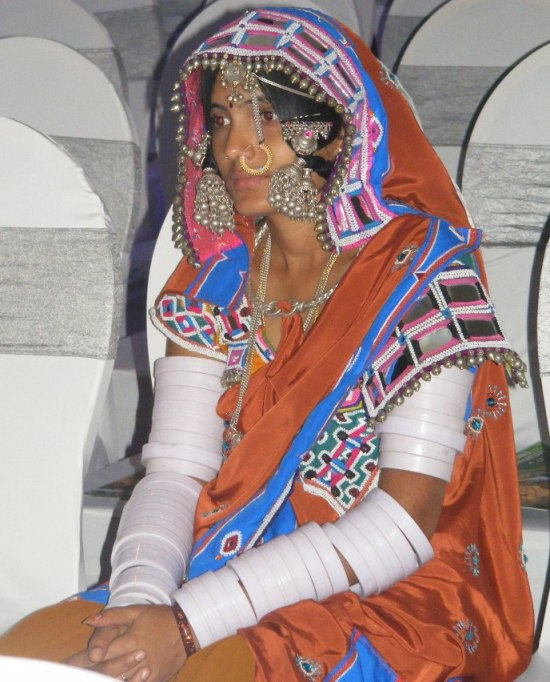
Femme Banjara Lambani en costume traditionnel

Pratiquée par les tribus gitanes Lambada d'Andhra Pradesh, la broderie Banjara est un mélange d'appliques avec des miroirs et des perles. Un tissu de couleur rouge vif, jaune, noir et blanc est posé en bandes et joint par un point de croix blanc. Les Banjaras du Madhya Pradesh qui se trouvent dans les districts de Malwa et Nimar ont leur propre style de broderie où les motifs sont créés en fonction du tissage du tissu, et l'effet texturé est obtenu en variant les couleurs et les points des motifs et patrons géométriques. Les motifs sont généralement mis en évidence au point de croix.

## Banni ou Heer Bharat (Gujarat)
La broderie Banni ou Heer Bharat est originaire du Gujarat et est principalement pratiquée par la communauté Lohana. Il est fait avec du fil de soie (Heer signifie «fil de soie») et il est célèbre pour son dynamisme et sa richesse en palettes de couleurs et motifs de conception, comme par exemple un ouvrage en shisha (miroir). La broderie bagh et phulkari de la région du Pendjab a influencé la broderie Heer Bharat dans son utilisation de motifs géométriques et de broderie.

## Chamba Rumal (Himachal Pradesh)

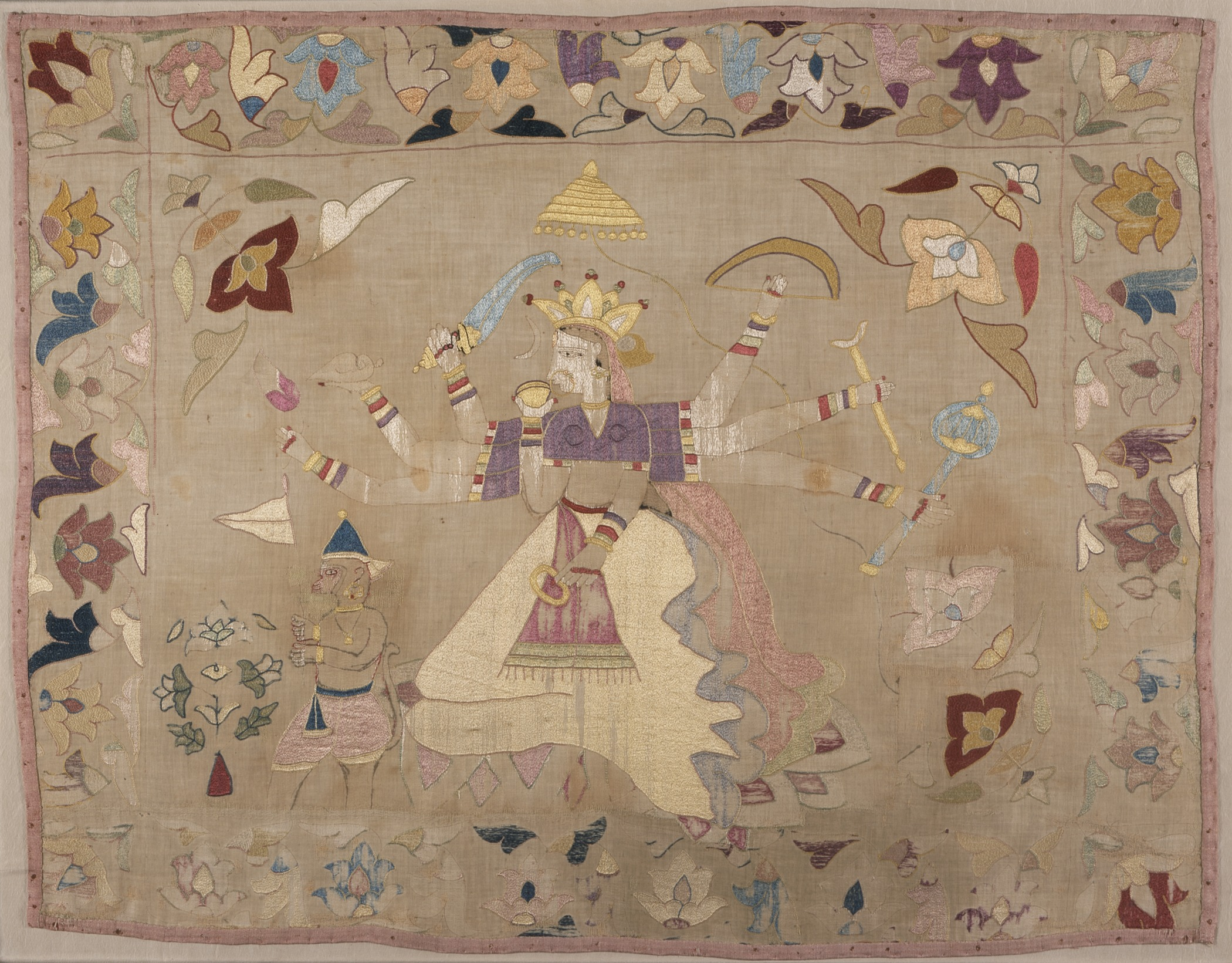
Chamba Rumal avec des scènes de Sita et Hanuman

La broderie Chamba Rumal est originaire du royaume chamba de l'Himachal Pradesh au XVIIe siècle. Cette broderie a prospéré dans les états princiers de colline de Kangra, Chamba, Basholi et d'autres provinces voisines.

## Chikankari (Uttar Pradesh)

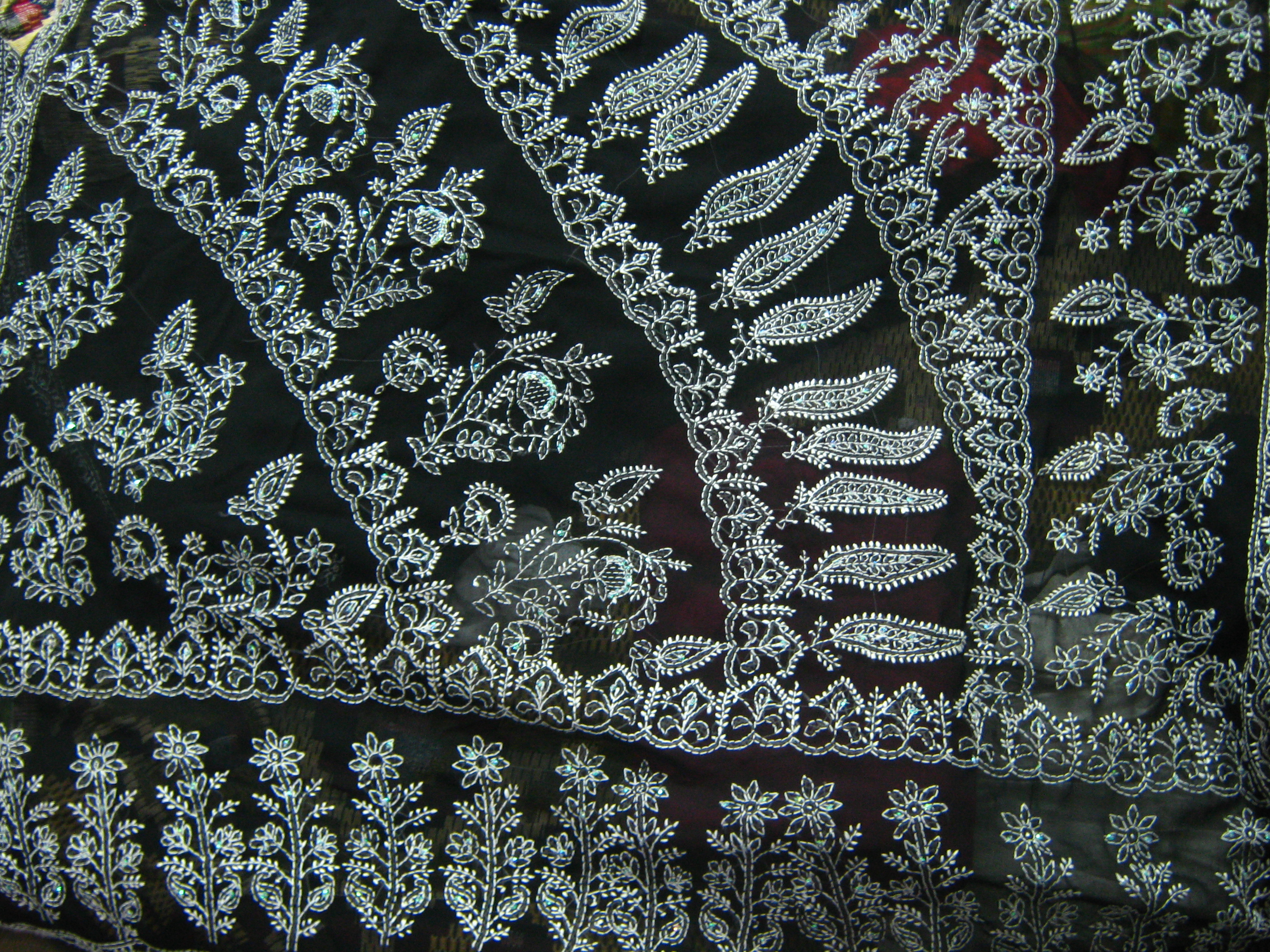
Broderie Chikan sur un sari pallu

La forme actuelle des ouvrages Chikan (c'est-à-dire des motifs élégants sur tissu) est associée à la ville de Lucknow, dans l'Uttar Pradesh. La broderie Chikan sur soie est originaire de Lucknow. Les autres styles chikan sont ceux de Calcutta et Dacca. Cependant, des formes caractéristiques de points ont été développées à Lucknow : phanda et murri.
On pense que la broderie Chikan a été introduite par Nur Jahan, l'épouse de Jahangir. La broderie Chikan implique l'utilisation de fil blanc sur de la mousseline blanche (tanzeb), du coton fin (mulmul) ou du voile, des tissus fins presque transparents qui mettent en valeur la broderie de travail d'ombre. D'autres couleurs peuvent également être utilisées.
Les artisans créent généralement des motifs individuels ou des butis d'animaux et de fleurs (rose, lotus, jasmin, plantes grimpantes). Les motifs sont d'abord imprimés sur le tissu non pas avec de la craie, mais avec un mélange de colle et d'indigo.
Au moins 40 points différents sont documentés, dont environ 30 sont encore pratiqués aujourd'hui et comprennent des points plats, surélevés et en relief, ainsi que le travail jaali dans un style treillis ouvert. Certains des points de suture utilisés dans le travail de Chikankari comprennent: taipchi, pechni, pashni, bakhia (ulta bakhia et sidhi bakhia), gitti, jangira, murri, phanda, jaalis etc. En français: point de chaînette, point de boutonnière, point de nœuds et point courant, travail d'ombre. Un autre est le khatao (également appelé khatava ou katava).

## Gota (Jaipur, Rajasthan)

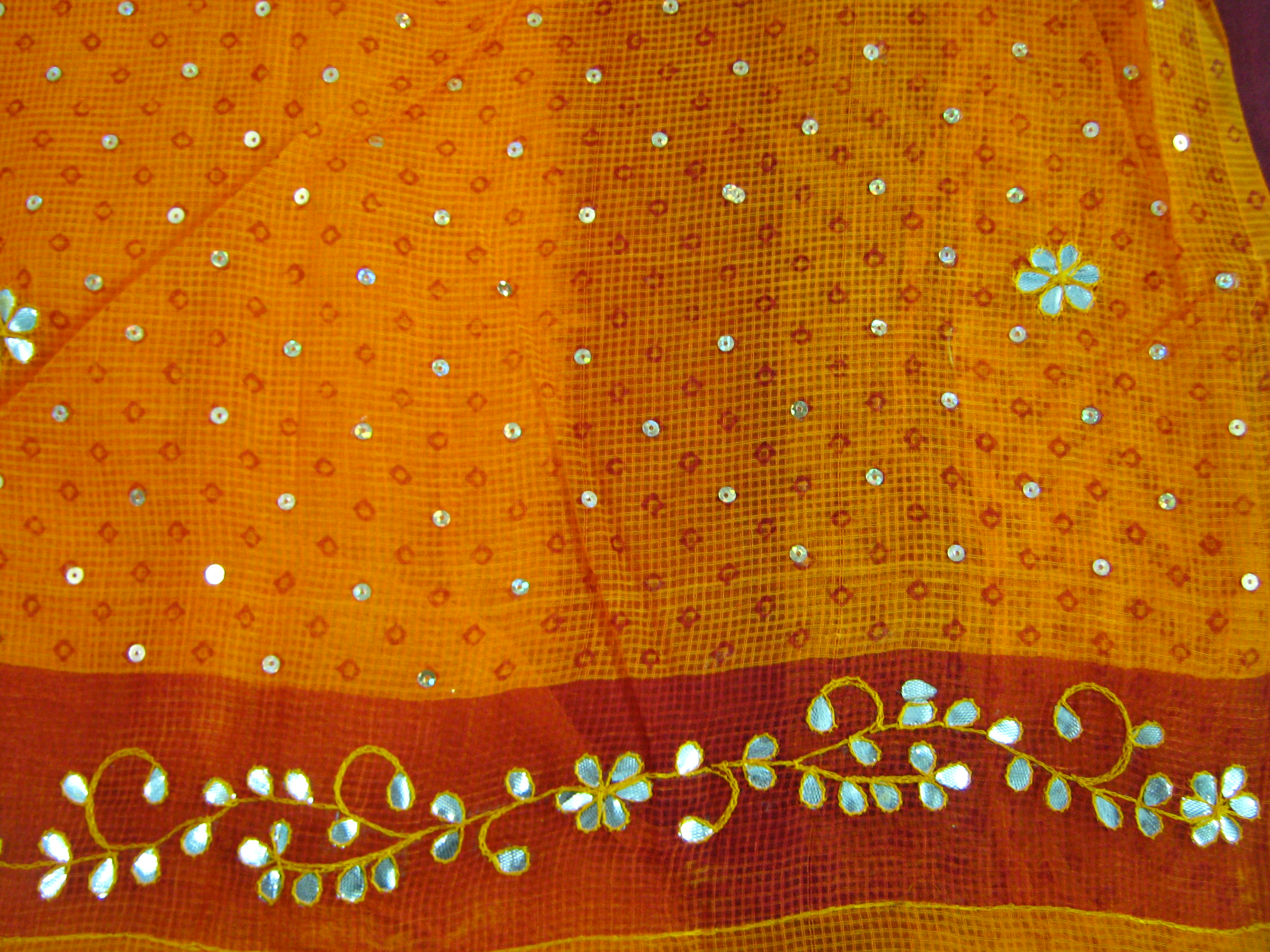
Kota sari avec gota patti

Le gota est une forme d'appliqué en fil d'or, utilisée pour les vêtements de cérémonie des femmes. De petits morceaux de ruban zari sont appliqués sur le tissu avec les bords cousus pour créer des motifs élaborés. Des longueurs de rubans dorés plus larges sont cousues sur les bords du tissu pour créer un effet de zari doré. Khandela à Shekhawati est célèbre pour sa fabrique. La communauté musulmane utilise le Kinari ou la bordure, une décoration de bordure frangée. Le Gota-kinari pratiqué principalement à Jaipur, utilisant de fines formes d'oiseaux, d'animaux, de figures humaines qui sont coupées et cousues sur le matériau. Il est très célèbre au Rajasthan ainsi que dans de nombreuses autres parties du monde.

## Kamal kadai (Andhra Pradesh)
Le Kamal kadai est une broderie de l'Andhra Pradesh. Le point de treillis tissé est utilisé pour faire des fleurs et des feuilles et d'autres points sont faits sur le tissu pour compléter la broderie.

## Kantha (Bengale)

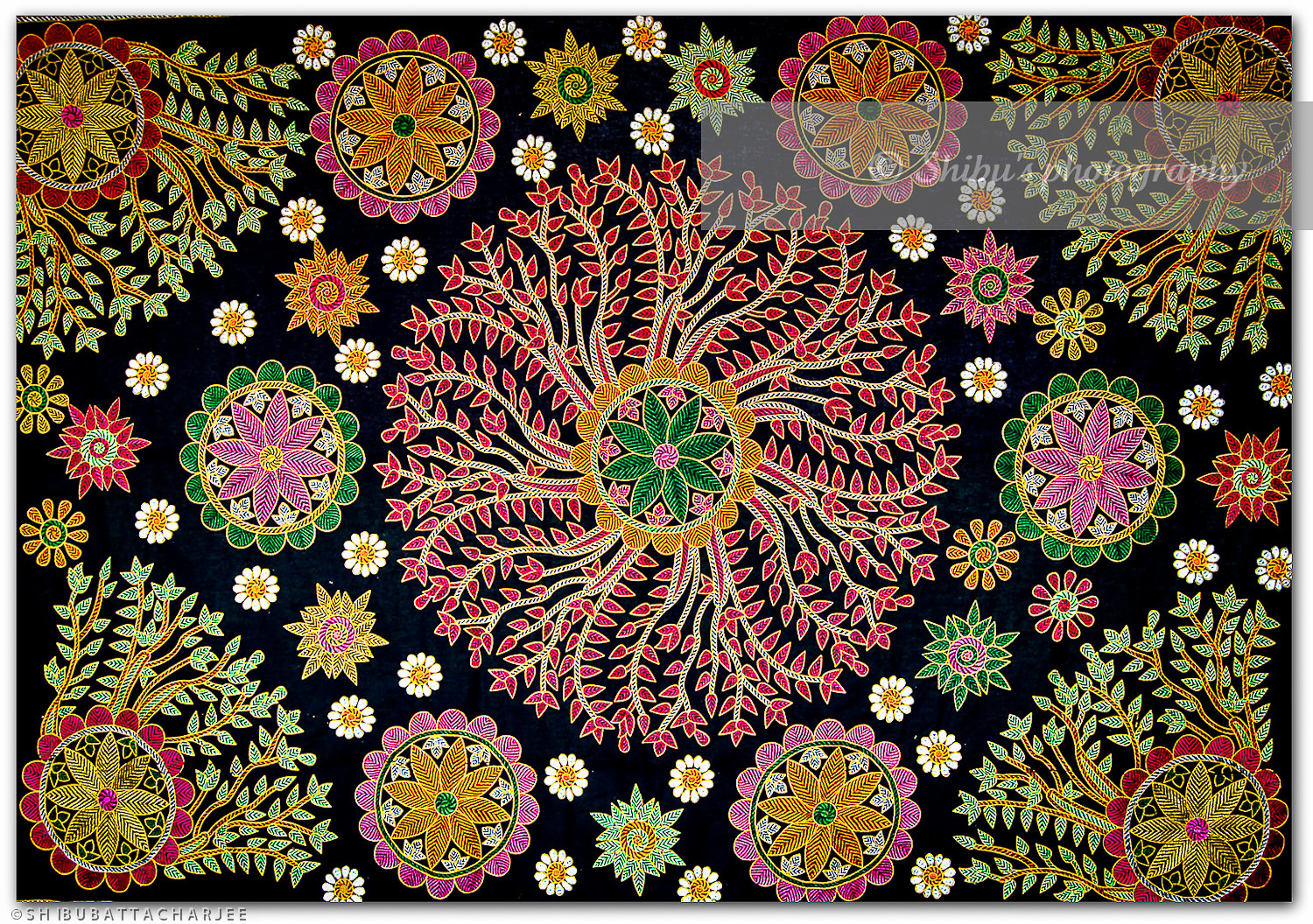
Naksi kantha moderne

Naksha est une broderie sur de nombreuses couches de tissu (comme le matelassage), avec un point courant. Il est également connu sous le nom de dorukha, ce qui signifie que les dessins / motifs sont également visibles des deux côtés: il n'y a pas de bon ou de mauvais côté, donc les deux côtés sont utilisables. Traditionnellement, les vêtements usés et les saris étaient empilés et cousus en courtepointes. Les femmes bengali rurales le font toujours avec des saris de coton, le fil à broder étant pris à la frontière du sari. Cela a commencé comme une méthode de fabrication de courtepointes, mais le même type de broderie peut également être trouvé sur les saris, les costumes de salwar, les étoles, les serviettes, etc. Les thèmes incluent les êtres humains, les animaux, les fleurs, les dessins géométriques et les figures mythologiques.

## Karchobi - Rajasthan
Il s'agit d'une broderie en fil métallique zari en relief créée en cousant des points plats sur un rembourrage en coton. Cette technique est couramment utilisée pour les costumes de mariée et de cérémonie ainsi que pour les revêtements de velours, les tentures de tente, les rideaux et les revêtements de charrettes d'animaux ou de chars du temple.

## Kasuti ou Kasuthi (Karnataka)
Kasuti (Kai = main et Suti = coton) vient de l'état du Karnataka, Kasuti est originaire du Karnataka pendant la période Chalukya (VIe siècle au XIIe siècle) , fait avec un seul fil et implique le comptage de chaque fil sur le tissu. Les motifs sont cousus sans nœuds, de sorte que les deux côtés du tissu se ressemblent. Des points comme Gavanti, Murgi, Negi et Menthi forment des motifs complexes tels que gopura, char, palanquin, lampes et coquilles de conque, ainsi que des paons et des éléphants, dans des motifs et des motifs fixes.

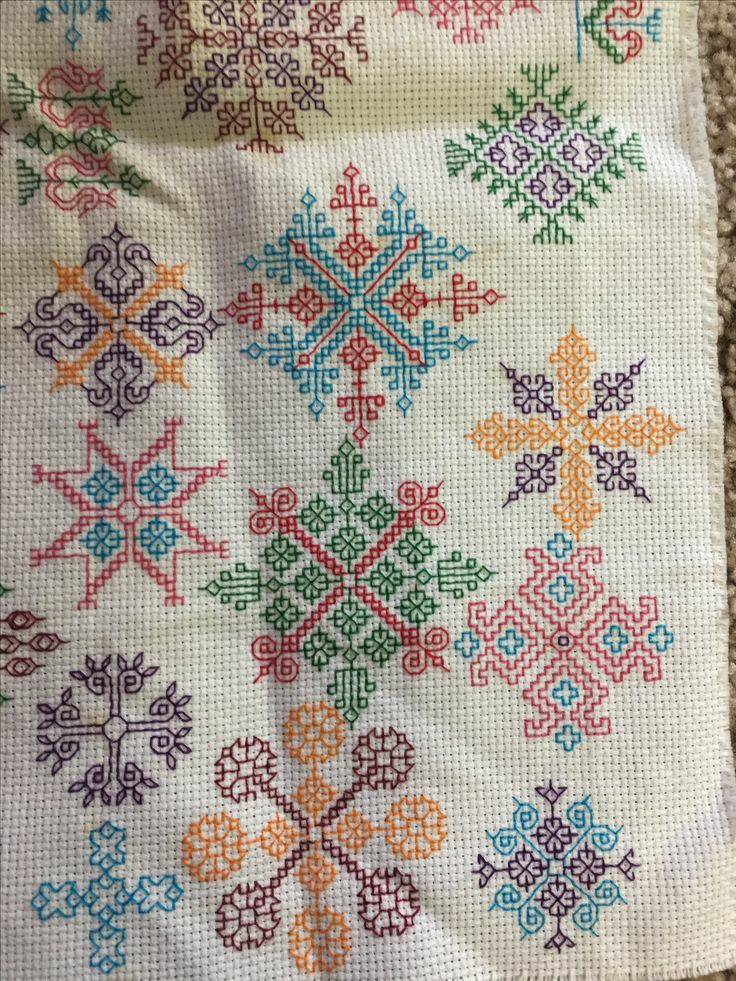
Motifs de broderie kasuti

## Kathi (Gujarat)
La broderie Kathi a été introduite par les «Kathi», les éleveurs de bétail, qui étaient des vagabonds. Cette technique combine le point de chaînette, le travail d'appliqué et les insertions en miroir.

## Kaudi (Karnataka)
Kaudi (ಕೌದಿ) est une couverture ou un couvre-lit et un appliqué des régions du nord du Karnataka. Les vieux tissus sont coupés en morceaux et cousus avec un simple point courant.

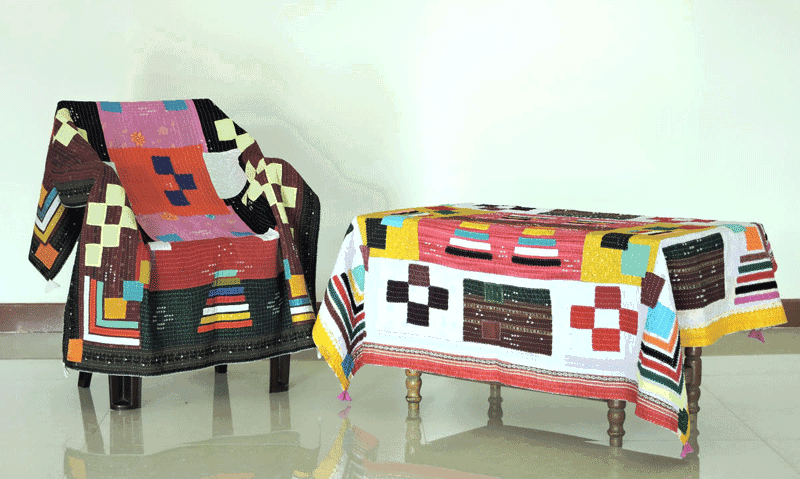
Kaudi: fierté du Karnataka

## Khneng (meghalaya)
Le Khneng est une broderie de Meghalaya. Le village de Mustoh n'est connu que pour la broderie khneng et la broderie est traditionnellement réalisée sur des châles en soie eri.

## Kutch ou Aribharat
La plus connue des techniques de broderie Kutch (Gujarat) est Aribharat, du nom de l'aiguille crochetée qui forme le point de chaînette. Il est également connu sous le nom de Mochibharat, car il était autrefois fait par les mochis (cordonniers).

## Kutchi bharat / point Sindhi (Gujarat)
Variante d'un ouvrage de Kutch, cette broderie géométrique commence par un cadre de base en point chevron, ou point crétois, puis ce cadre est complètement rempli d'entrelacs. On dit que cette technique est née dans une contrée lointaine d'Arménie et a trouvé son chemin vers le Gujarat par les voyageurs nomades. Le point Sindhi ou le point de croix maltais est également similaire mais l'innovation des femmes Kutchi l'a amené au-delà des conceptions traditionnelles.

## Broderie cachemirienne

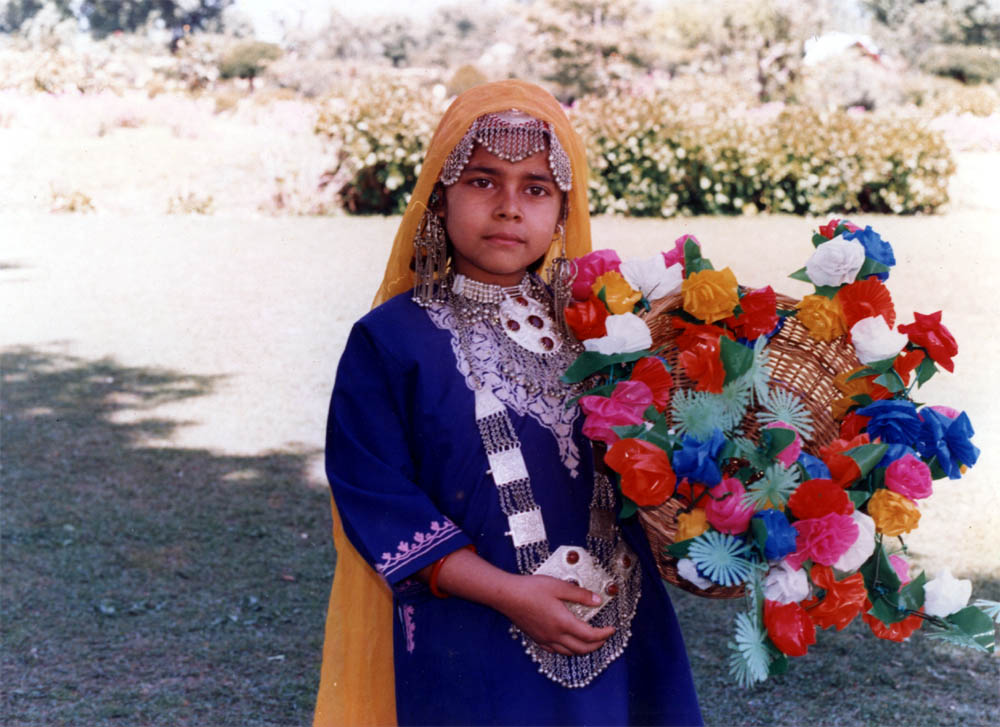
Phiran du Cachemire

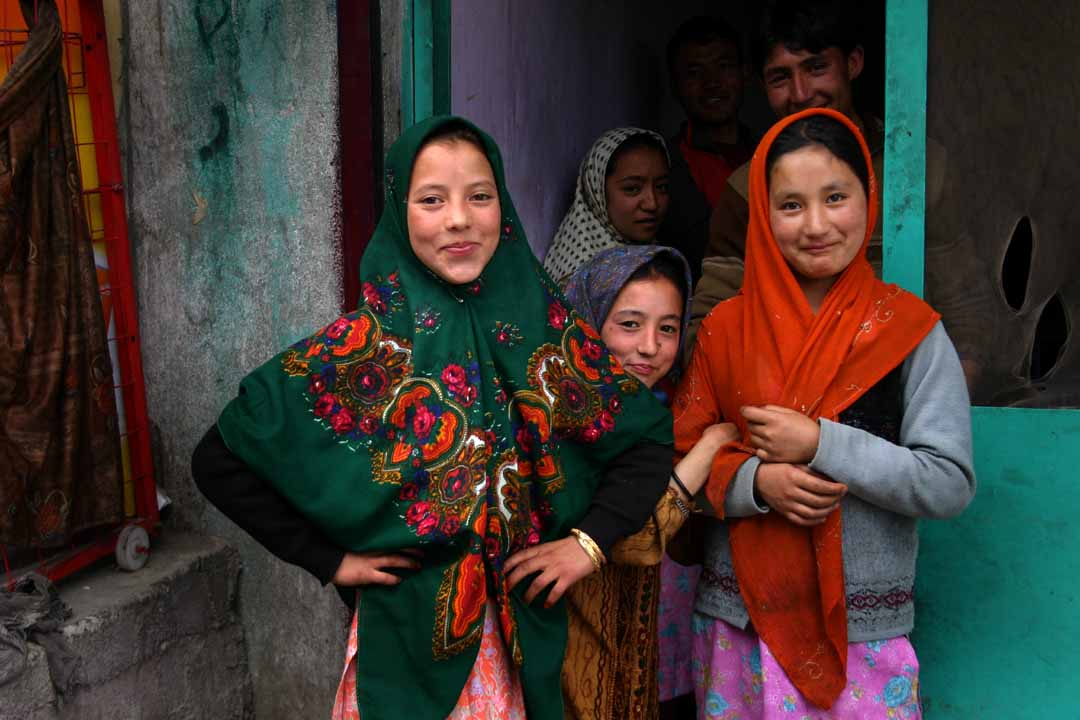
Broderie cachemirienne

### Kashida cachemiri
La broderie cachemirienne (également Kashida) est originaire de la période moghole et utilisée pour les phirans (kurtas en laine) et les namdahs (tapis en laine) ainsi que pour les étoles. Elle s'inspire de la nature. Les oiseaux, les fleurs et les fleurs, les plantes grimpantes, les feuilles de chinar, les ghobi, les mangues, les lotus et les arbres sont les thèmes les plus courants. L'ensemble du motif est réalisé avec un ou deux points de broderie, et principalement au point de chaînette sur une base de soie, de laine et de coton: la couleur est généralement blanche, blanc cassé ou crème mais de nos jours on peut trouver des étoles et des ensembles salwar-kameez dans de nombreux d'autres couleurs telles que le marron, le bleu profond, le bleu ciel, le marron et le rose rani. Le Kashida est principalement réalisé sur toile avec des fils de cristal, mais le Kashida peut également utiliser des fils de pashmina et de cuir. Outre les vêtements, on le trouve sur les meubles de maison comme les couvre-lits, les coussins de canapé et de sol et les housses d'oreillers.
Le tissu de base, qu'il soit en laine ou en coton, est généralement blanc ou crème ou d'une teinte similaire. Les couleurs pastel sont également souvent utilisées. Les artisans utilisent des nuances qui se fondent avec le fond. Les couleurs des fils sont inspirées des fleurs locales. Seuls un ou deux points sont utilisés sur un même tissu.
La broderie Kashmiri est connue pour l'exécution habile d'un seul point, qui est souvent appelé le point Cachemiri et qui peut comprendre le point de chaînette, le point plumetis, le point de reprise oblique, le point de tige et le point à chevrons. Parfois, les points de porte (nœud) sont utilisés, mais pas plus d'un ou deux à la fois.

### Points cachemiris

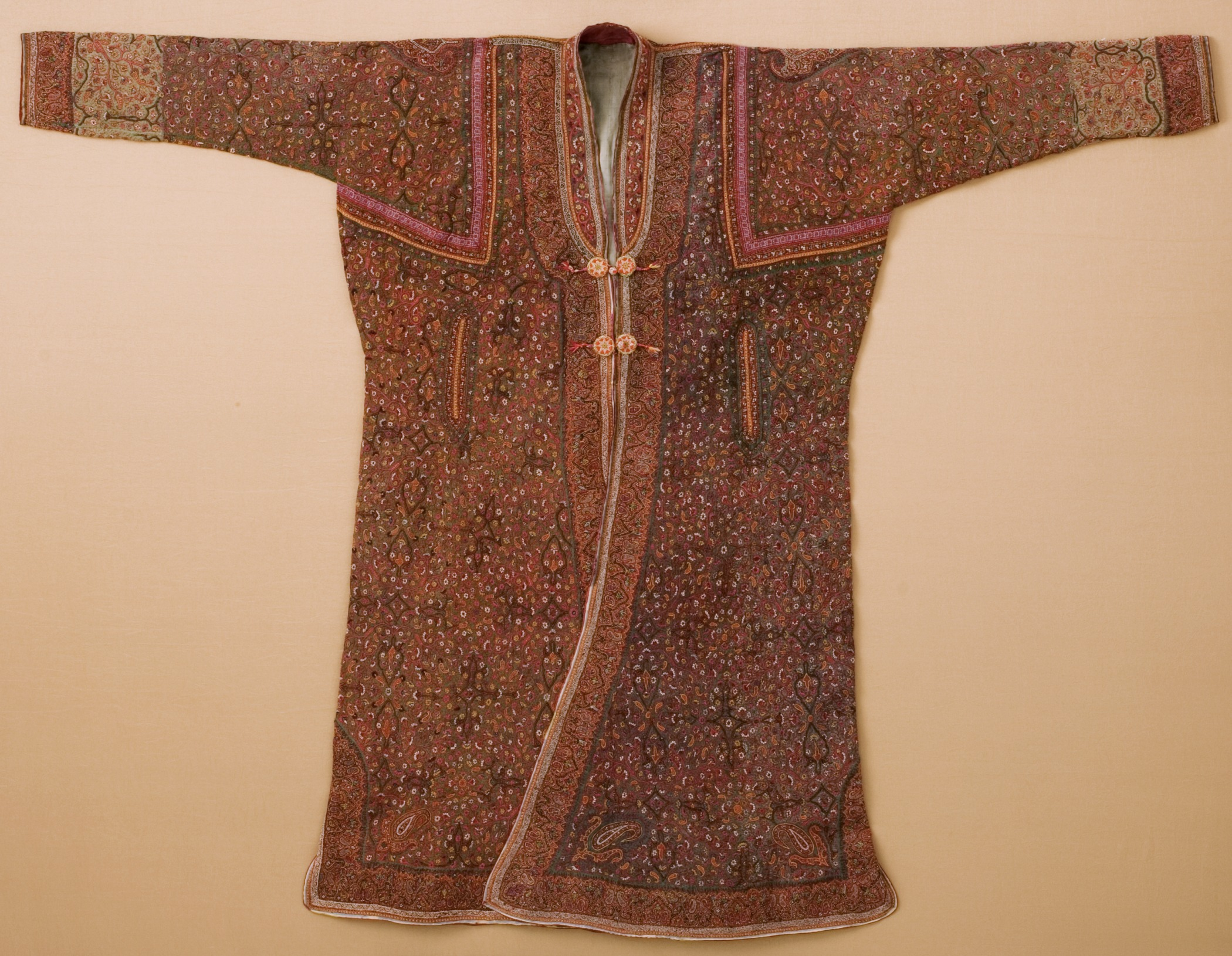
Manteau d'homme (Chogha), Cachemire, XIXe siècle

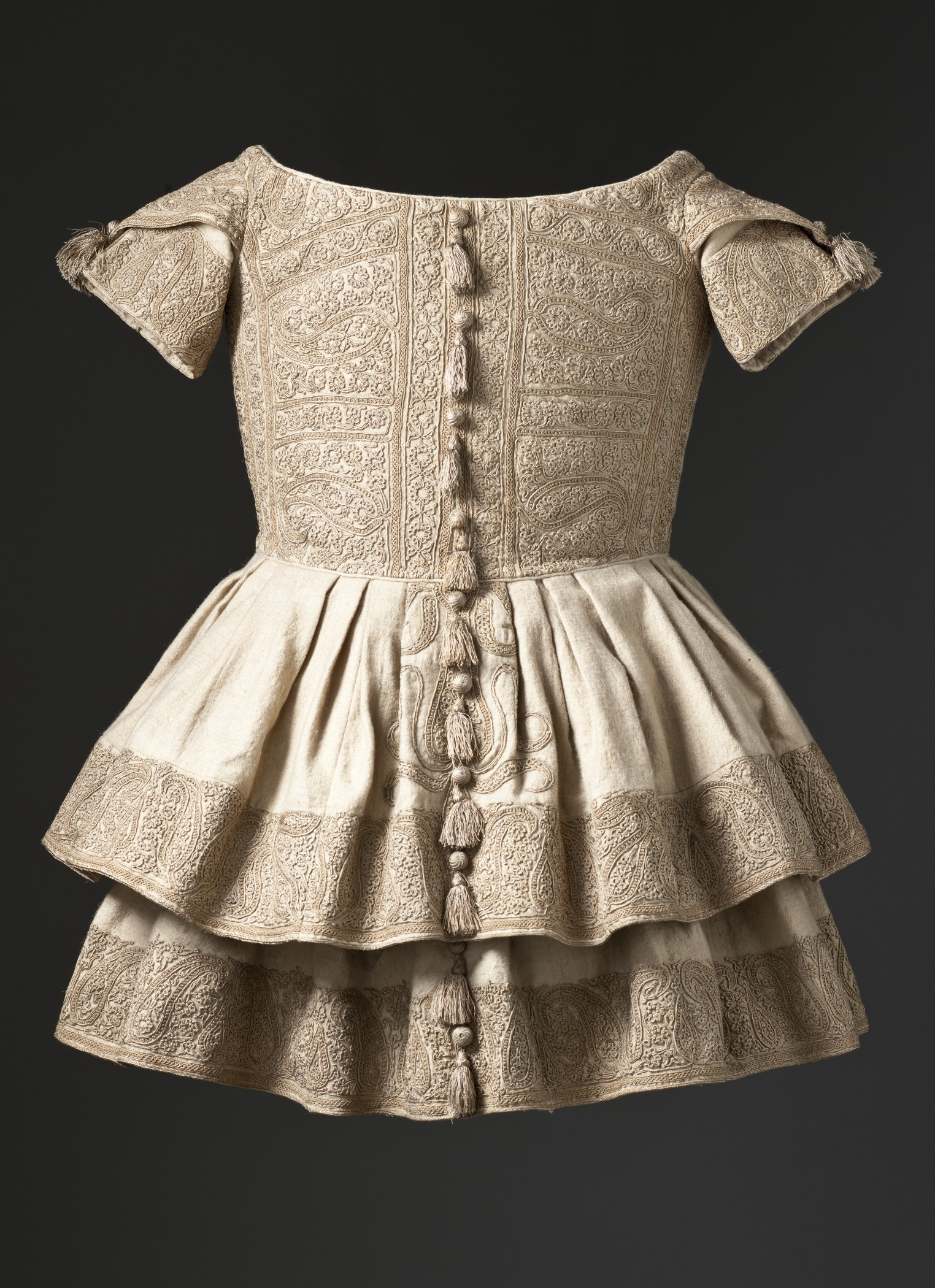
Froque de garçon du Cachemire du XIXe siècle

Les points comprennent du sozni (satin), zalakdozi (chaîne) et vata chikan (boutonnière). D'autres styles incluent du dorukha dans lequel le motif apparaît des deux côtés du châle avec chaque côté ayant une couleur différente; papier maché; broderie aari (crochet); shaaldaar; chinar-kaam; le samovar (l'ancienne théière Kashimiri) est un motif très typique et populaire utilisé dans la broderie cachemirienne. Le motif du samovar est ensuite rempli de fleurs, de feuilles et de brindilles complexes; Kashir-jaal qui implique un fin réseau de broderies, notamment sur l'encolure et les manches d'une matière de robe.
D'autres styles incluent le naala jaal qui implique de la broderie en particulier sur le décolleté et la poitrine / empiècement: naala signifie cou dans le dialecte Koshur de la langue cachemirienne; jaama est une broderie très dense recouvrant tout le tissu de base avec une épaisse propagation de vignes / plantes grimpantes et de fleurs, de badaam et de formes de cœur, une variation de cette forme est neem-jaama, où neem signifie demi ou moitié, car la broderie est moins dense, permettant une vue du tissu en dessous; et jaal composé de bel-buti: un filet fin et clairsemé de vigne / plantes grimpantes et fleurs. La variation de cette forme est le neem-jaal, où à nouveau le travail est moins dense.

## Ouvrage Mukaish
Un ouvrage Mukaish (similaire au Chikankari), originaire de Lucknow, est composé de petits morceaux rectangulaires de métal serrés autour de quelques fils du tissu. Le travail de Mukesh (également connu sous le nom de badla ou fardi) implique des femmes faisant des points brillants au milieu de broderies chikan à l'aide d'une aiguille et de longues et fines bandes de métal.

## Phool Patti ka Kaam (Uttar Pradesh)
Broderie de fleurs d'Uttar Pradesh, en particulier à Aligarh.

## Phulkari (Pendjab et Haryana)

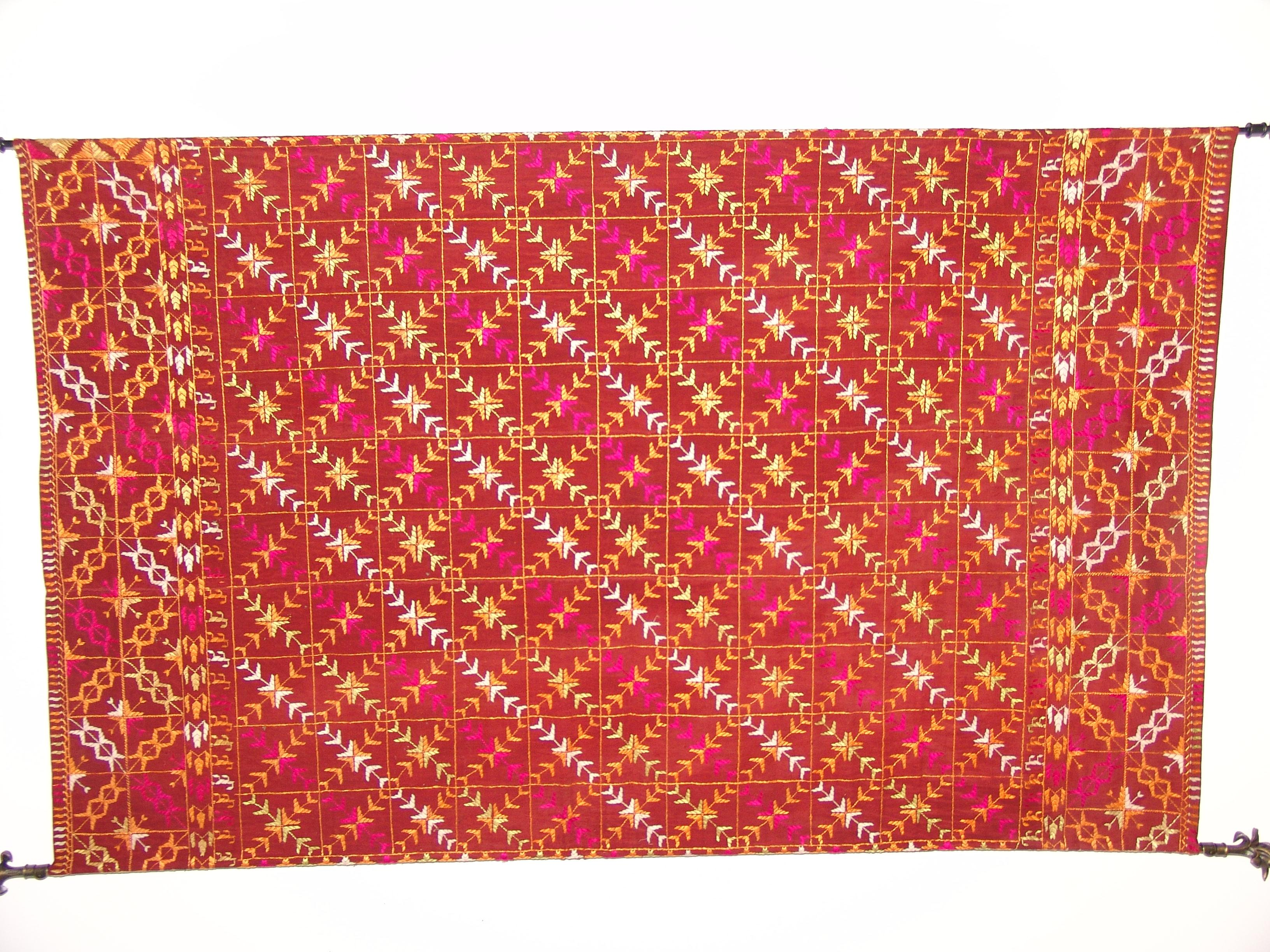
Patiala Phulkari

Phulkari (Phul = fleur, Kari = travail) est originaire de la fin du XVIIe siècle dans la région du Pendjab. C'est la plus célèbre tradition de broderie rurale du Pendjab, mentionnée dans le folklore punjabi de Heer Ranjha par Waris Shah. Sa forme actuelle et sa popularité remontent au XVe siècle, pendant le règne de Maharaja Ranjit Singh. Phulkari signifie également foulard et provient de la tradition du XIXe siècle de porter un odhani ou un foulard avec des motifs de fleurs. Sa propriété distinctive est que la base est un tissu terne filé à la main ou khadi, avec des fils de couleur vive qui la recouvrent complètement, ne laissant aucun espace. Il utilise un maillage fait du mauvais côté du tissu à l'aide d'aiguilles à repriser, un fil à la fois, laissant un long point en dessous pour former le motif de base. Les villes d'Amritsar, Jalandhar, Ambala, Ludhiana, Nabha, Jind, Faridkot et Kapurthala sont célèbres pour leur Phulkari. On peut inclure également Gurgaon (Haryana), Karnal, Hissar, Rohtak et Delhi. Le Bagh est une ramification du phulkari et suit presque toujours un motif géométrique, avec le vert comme couleur de base.

### Autres styles

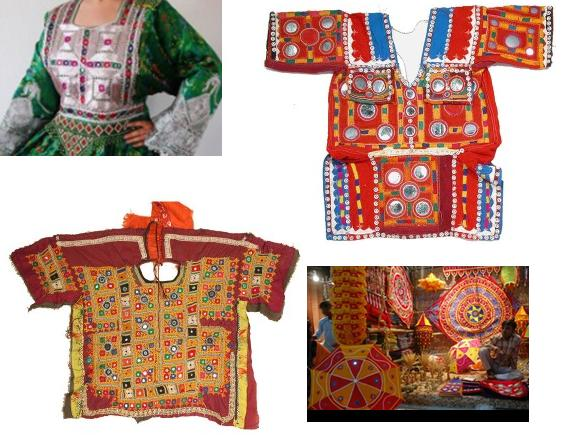
Saraiki kurti

Les styles de broderie de la région du Pendjab incluent la broderie kalabatun  utilisant des fils fins. Le Kalabatan surkh consiste à utiliser des fils d'or sur de la soie orange et rouge. Le Kalabatan surkh consiste à utiliser des fils d'argent sur un matériau blanc. Il existe deux types de broderie en or, l'un d'un type solide et riche appelé kar-chob et l'autre appelé tila-kar ou kar-chikan utilisant du fil d'or. Le premier est utilisé pour les tapis et les tapis de selle tandis que le second est utilisé pour les robes. La région du Pendjab utilise également la broderie mukesh: mukesh bati-hui, guirlandes torsadées, mukesh gokru, fil d'or aplati pour la broderie lourde et mukesh ondulé, réalisé en sertissant mukesh batihui avec des pinces en fer. Ludhiana et Amritsar sont connus pour leurs broderies à l'aide de fils blancs, argentés et dorés sur des vêtements tels que des chogas et des gilets (phatuhi). Le patchwork est également une tradition de la région.

## Pichwai (Rajasthan)

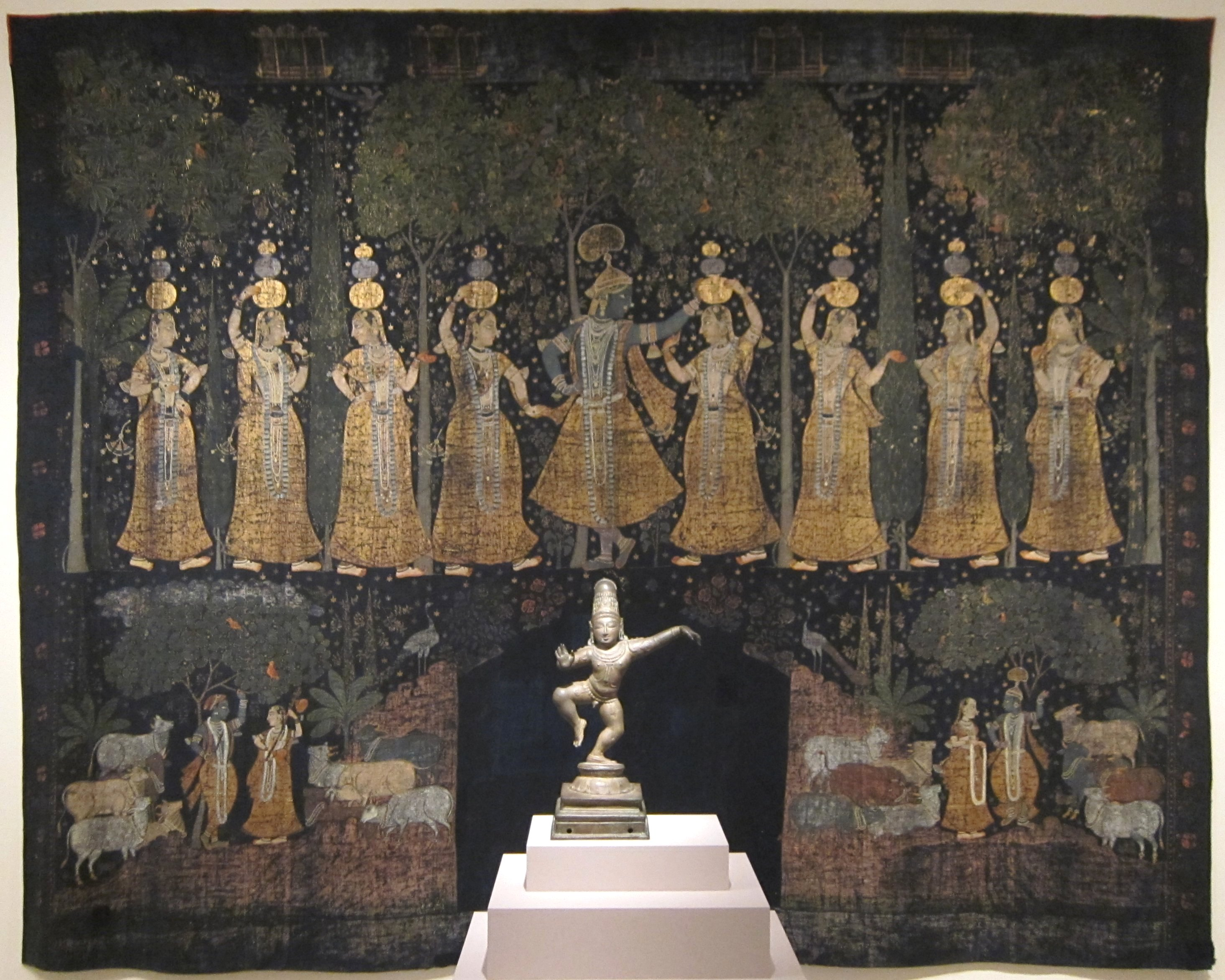
'Cadeaux ludiques et autres scènes de Gopi', 'pichwai' de Golconde, Inde, fin du XVIIe siècle, coton teint polychrome et or, Honolulu Academy of Arts

Tentures en tissu brodées colorées fabriquées à Nathdwara, Rajasthan. Les thèmes centraux se concentrent sur Krishna.

## Pipli (Odisha)
L'ouvrage en appliqué  ou Pipli est originaire du village Pipli  d'Odisha et de certaines régions du Gujarat. Il s'appelle Chandua, et est basé sur le patchwork suivant : des pièces de tissu aux couleurs vives et à motifs sont cousues ensemble sur un fond uni principalement en velours avec des ouvrages en miroir et de dentelle. Les conceptions incluent des dieux hindous, des formes humaines, des animaux, des fleurs et des véhicules. À l'origine, le travail de Chandua a été fait pour construire les chars pour Puri Rath Yatra et a également été utilisé pour les parasols, les auvents et les oreillers pour le Rath Yatra. De nos jours, différents articles de décoration pour la maison peuvent être trouvés, tels que des abat-jour, des parasols de jardin et des couvre-lits et des produits utilitaires comme des sacs à main, des portefeuilles, des fichiers.

## Rabari (Rajasthan et Gujarat)
Ce style de broderie est réalisé par la communauté Rabari  ou Rewari du Rajasthan et du Gujarat. Ce style de broderie très coloré, utilisant un contraste saisissant, était traditionnellement utilisé uniquement pour les vêtements, mais on le trouve maintenant sur des sacs, des accessoires, des meubles de maison, etc. Des miroirs de toutes formes et tailles sont incorporés dans la broderie, en raison de la conviction que les miroirs protègent des mauvais esprits. Les conceptions incluent non seulement des fleurs et des fruits et des animaux tels que des perroquets et des éléphants, mais également des temples, des femmes portant des pots et la forme de mangue omniprésente.

## Shamilami (Manipur)

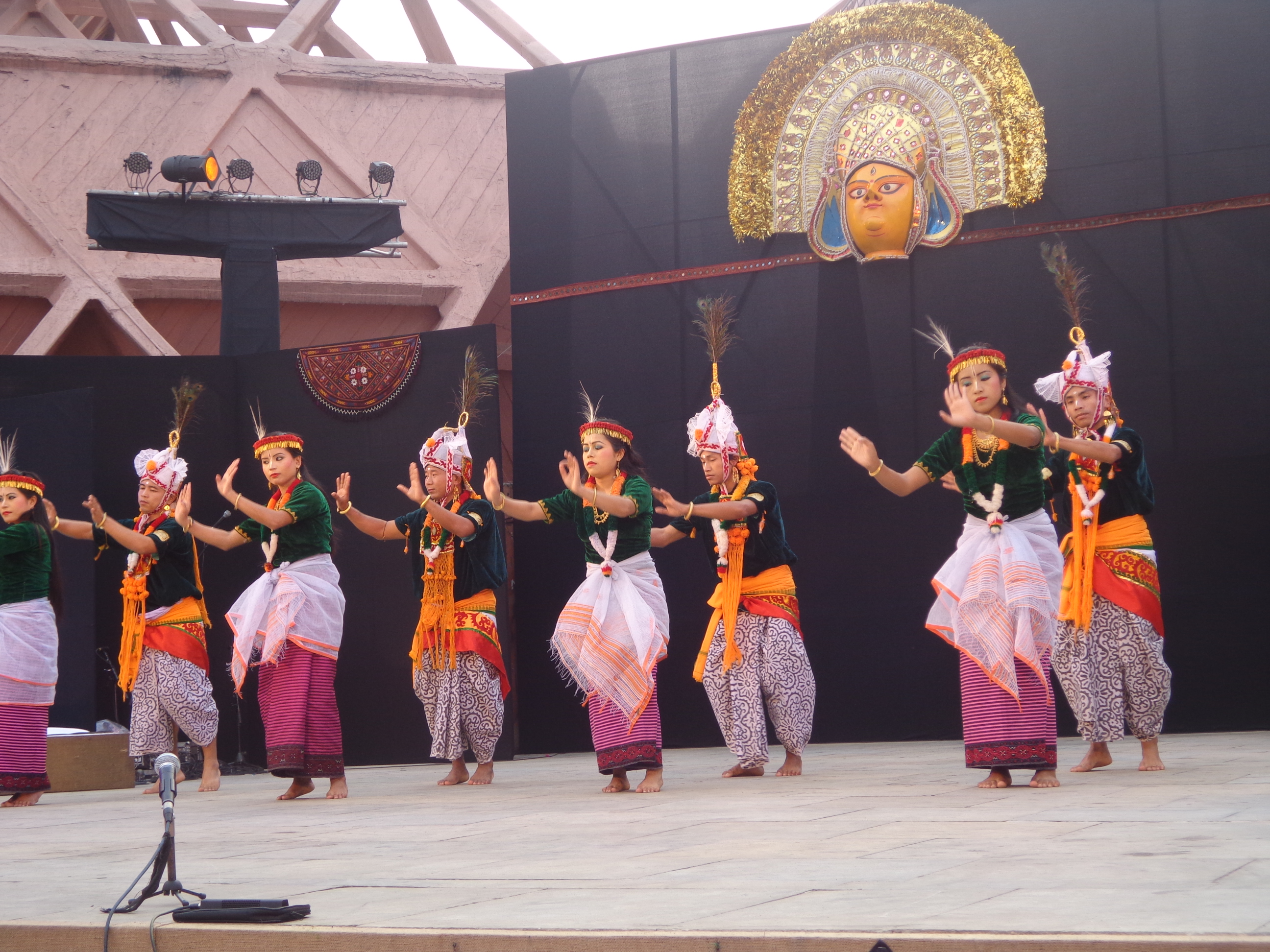
Lai haraoba (Manipur festival) robe Manipur

Une combinaison de tissage et de broderie et était autrefois un symbole de statut élevé.

## Shisha ou miroir (Gujarat, Haryana, Rajasthan)

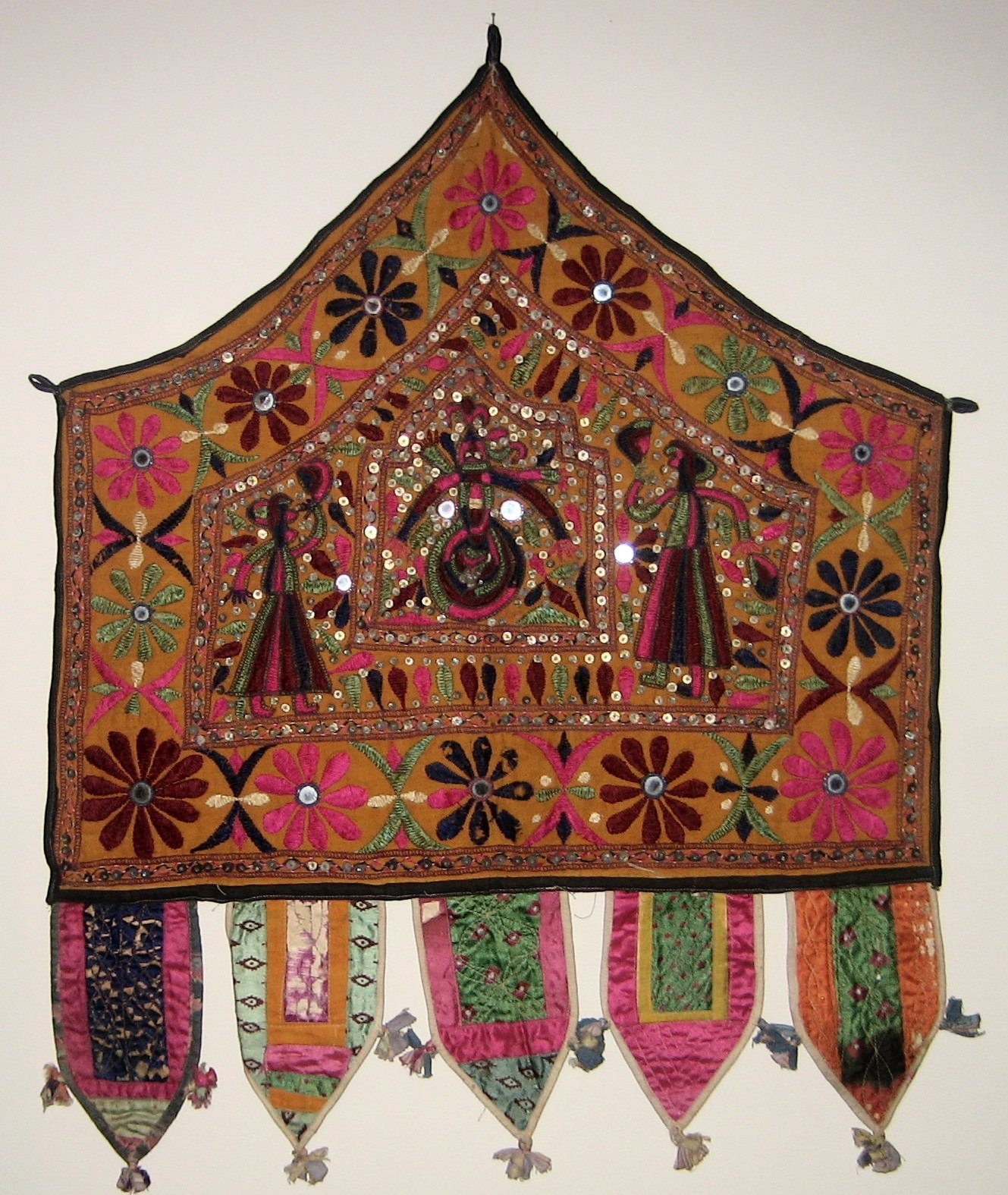
Nappe d'autel (Toran), Saurashtra, Gujarat, Inde, XXe siècle, pièces de coton, métal et miroir. Toile pleine avec broderie et ouvrage en miroir, Honolulu Academy of Arts

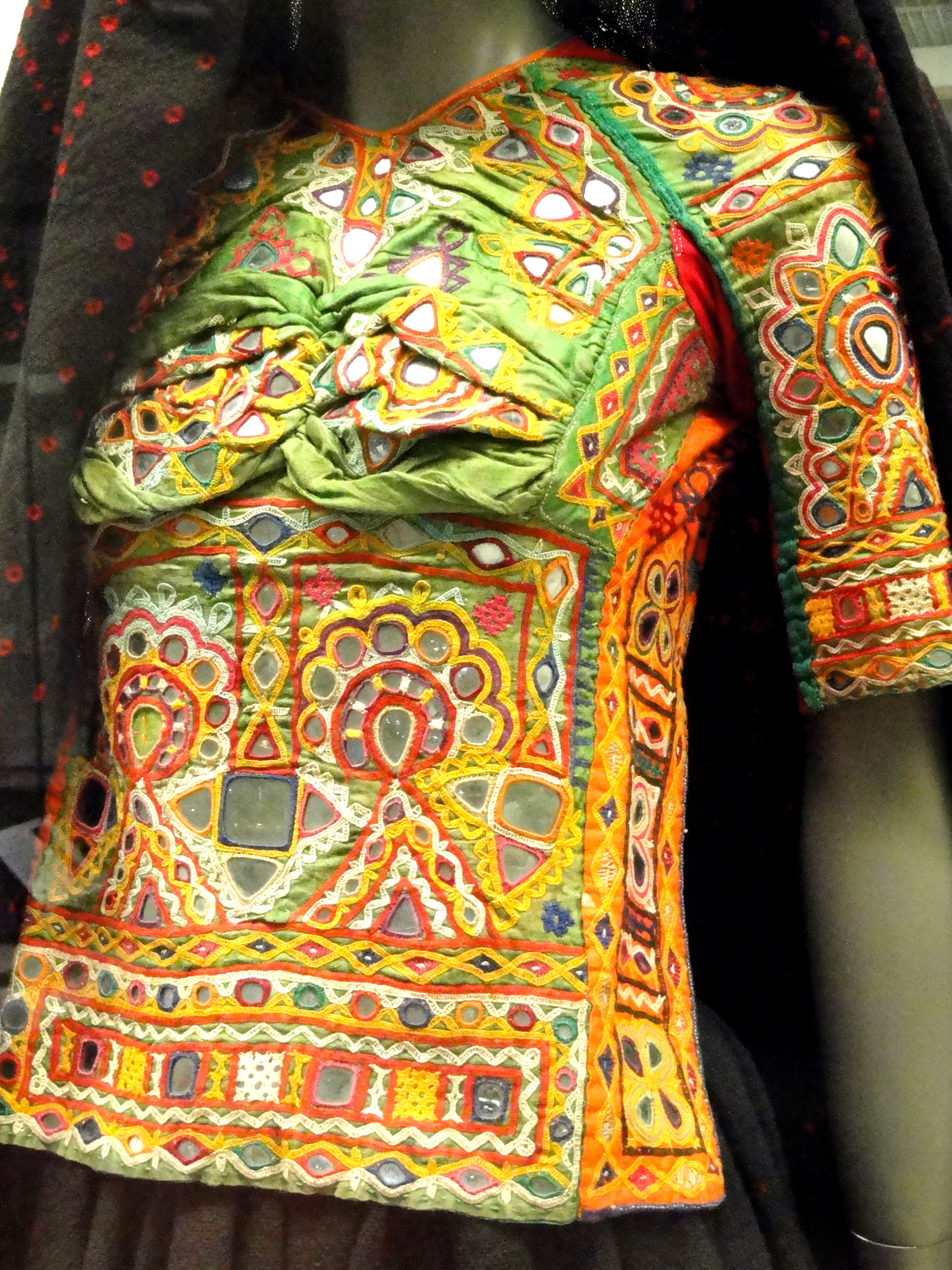
Inde (Gujarat), costume de femme, années 1970-1980 - Bunka Gakuen Costume Museum - DSC05309

Cette méthode d'ornementation est née en Perse au XIIIe siècle et implique de petits morceaux de miroir de différentes tailles qui sont enfermés dans la décoration du tissu d'abord par des fils entrelacés, puis par un point de boutonnière[réf. nécessaire].
À l'origine, des morceaux de mica étaient utilisés comme miroirs, mais plus tard, les gens ont commencé à utiliser de minces morceaux de verre soufflé, d'où le nom, qui en hindi signifie «petit verre».[réf. nécessaire] Jusqu'à récemment, ils étaient tous irréguliers, fabriqués à la main et utilisaient du mercure, de nos jours on peut également les trouver fabriqués à la machine et régulièrement formés. On le trouve généralement en combinaison avec d'autres types de points comme le point de croix, le point de boutonnière et le point de bourdon, de nos jours non seulement à la main mais aussi à la machine. Le miroir est très populaire pour les housses de coussin et les couvre-lits, les sacs à main et les tentures décoratives ainsi que pour les bordures décoratives des salwar-kameez et sari pour femmes. Des milliers de femmes du kutch (Gujarat) et du sikar, churu (Rajasthan) sont engagées dans des travaux de broderie à la main comme des cravates, des miroirs, des perles sur du tissu.
Il existe différents types de travail chikan: Taipchi, Bakhia, Phunda, Murri, Jaali, Hathkati, Pechni, Ghas Patti et Chaana Patti.

## Broderie Toda

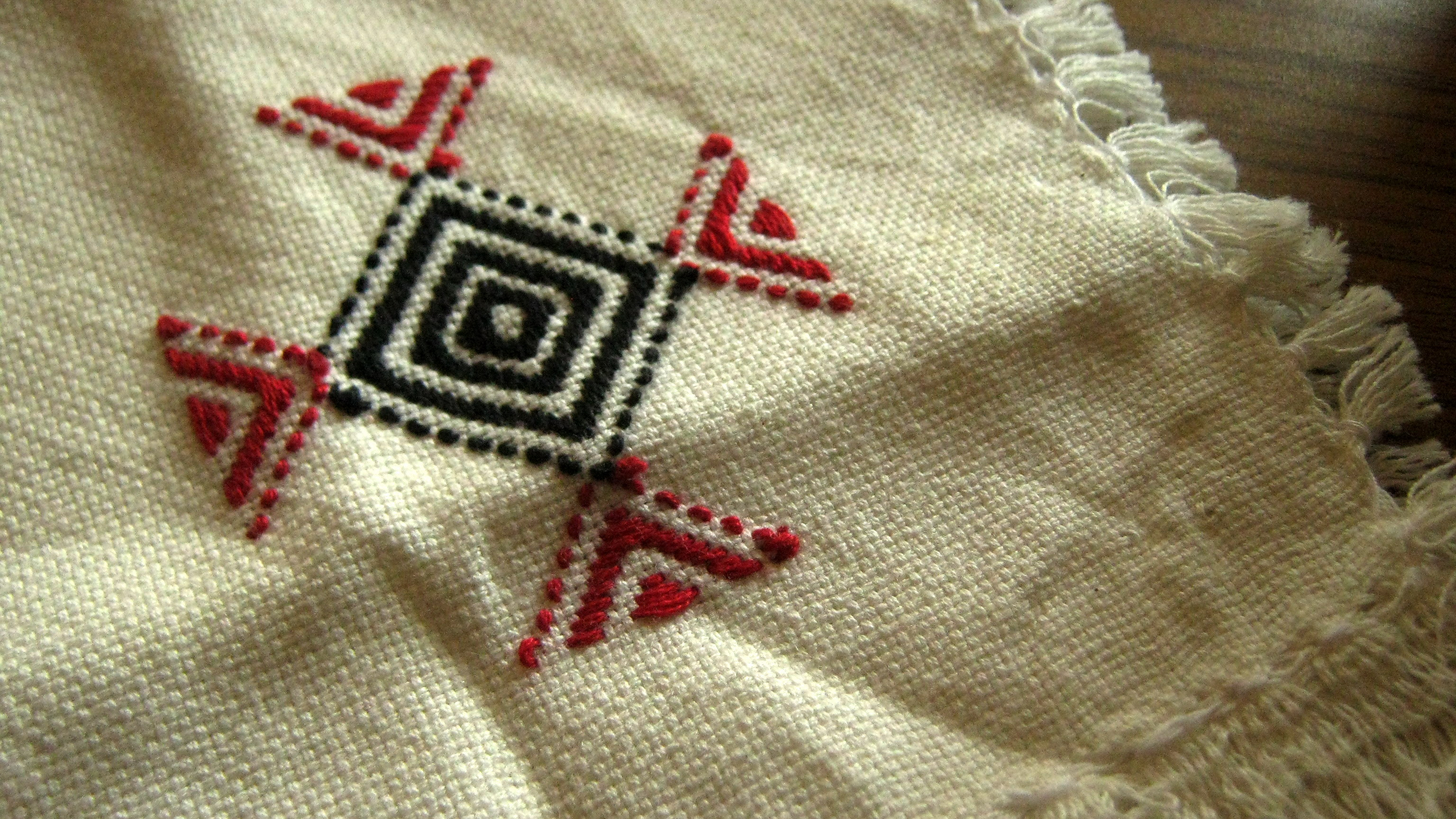
Travaux de broderie Communauté tribale primitive de Kotha, (PTG) à Nilgiri, Tamil Nadu. Aussi connu sous le nom de broderie au point de croix

La broderie Toda a ses origines au Tamil Nadu. Les collines Nilgiri, habitées par la communauté Todu ont leur propre style appelé pugur, signifie fleur. Cette broderie, comme Kantha, est pratiquée par les femmes.
La broderie orne les châles. Le châle, appelé poothkuli, a des bandes rouges et noires entre lesquelles se fait la broderie. Alors que les Todas adorent les buffles, le buffle devient un motif important dans la broderie Toda parmi mettvi kaanpugur, Izhadvinpuguti et d'autres. Le soleil stylisé, la lune, les étoiles et l'œil des plumes de paon sont utilisés dans la broderie Toda.

## Zardozi ou Zari ou kalabattu

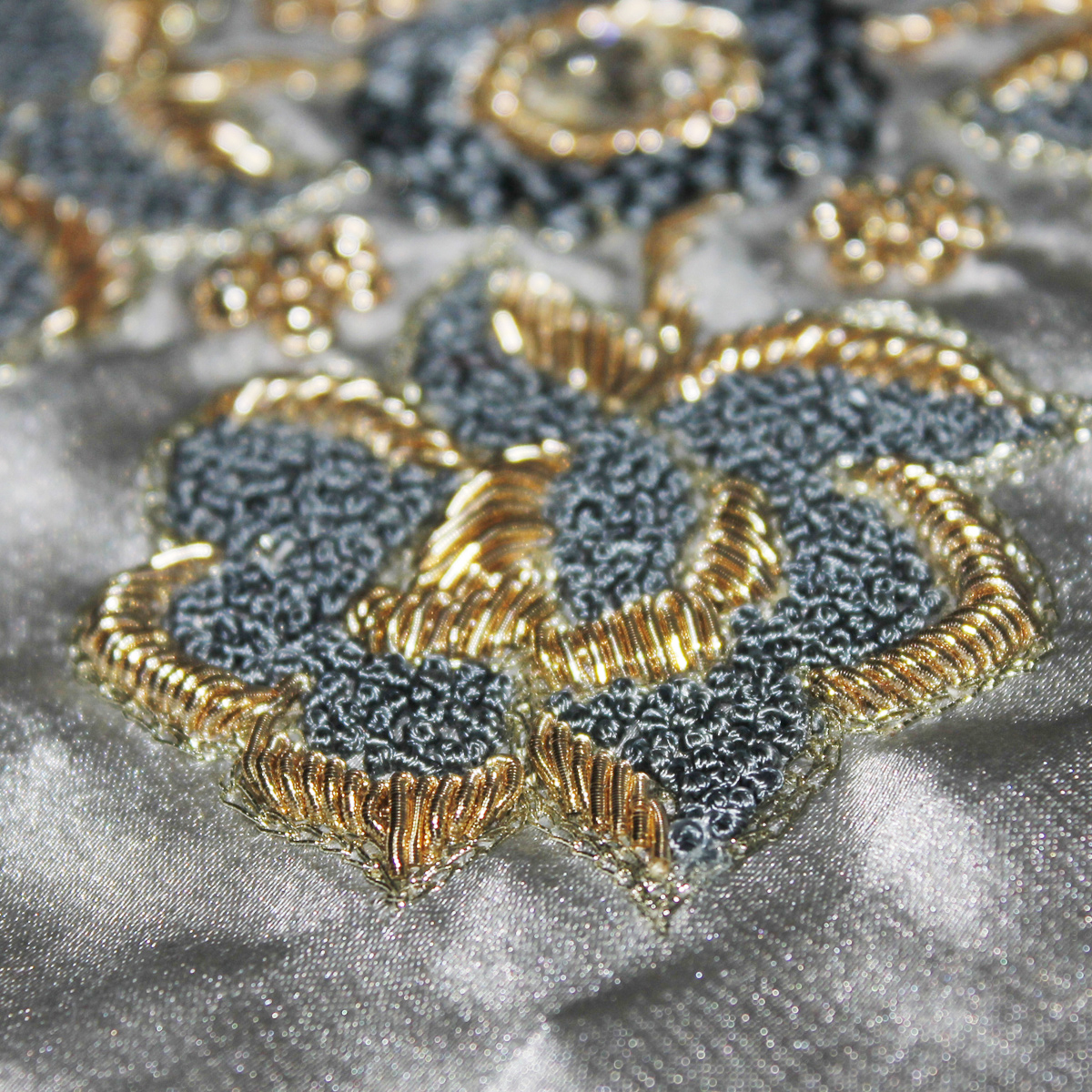
Gros plan des housses de coussin de broderie Zardozi (Zardouzi)

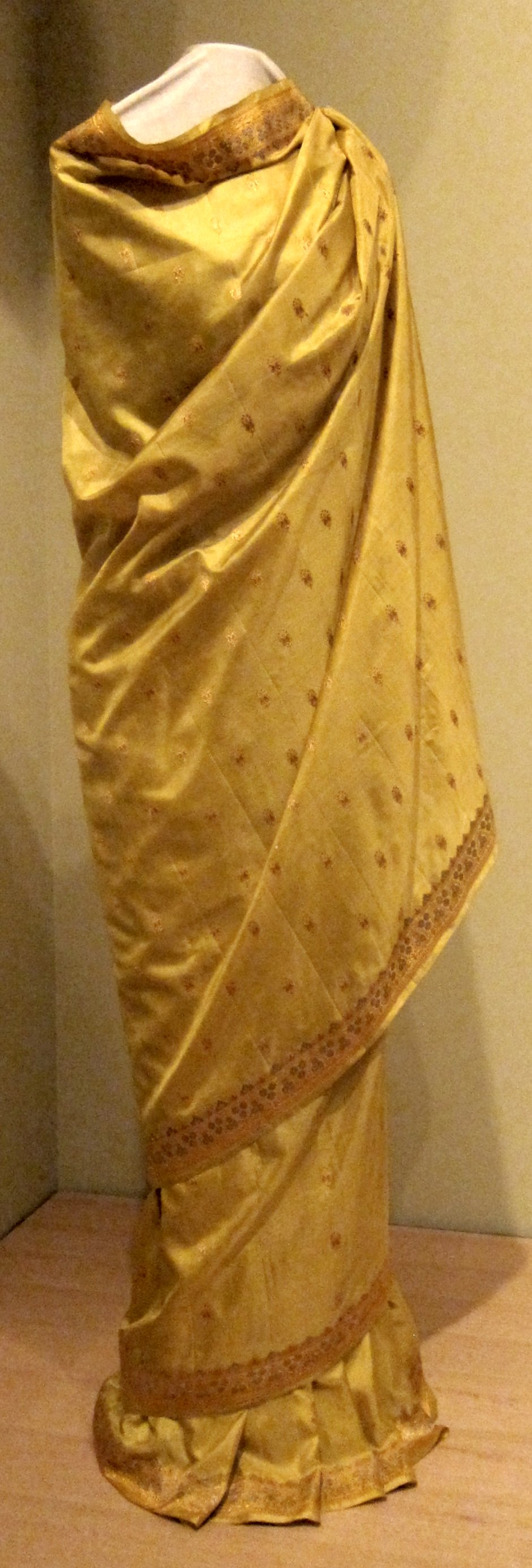
Sari d'Inde (probablement Bénarès), début XXe siècle, soie avec fil métallique (Zari)

La forme la plus opulente de broderie indienne est le Zari et le Zardozi ou Zardosi, connus depuis la fin du XVIe siècle, apportés en Inde par les Moghols. Le mot Zardozi vient des deux mots persans Zar & or et Dozi & broderie. Cette forme utilise du fil métallique.
Autrefois, du vrai fil d'or et d'argent était utilisé sur de la soie, du brocart et du velours. Des lingots métalliques ont été fondus et pressés à travers des tôles d'acier perforées pour les convertir en fils, qui ont ensuite été martelés à la finesse requise. Le fil simple est appelé «badla», et lorsqu'il est enroulé autour d'un fil, il est appelé «kasav». Les paillettes plus petites sont appelées «sitara» et les petits points en badla sont appelés «mukais» ou «mukesh».
Zardozi est soit un synonyme, soit une version plus élaborée du zari où la broderie en or ou en argent est ornée de perles et de pierres précieuses, gota et kinari, rendant cet art uniquement accessible aux riches. De nos jours, le fil Zardozi a un noyau en plastique et un extérieur doré. Le fil se compose de fils métalliques enroulés placés sur le côté droit du tissu et couchés avec un fil plus fin.